# Llista d'asteroides (391001-392000)
Llista d'asteroides del 391.001 al 392.000, amb data de descoberta i descobridor. És un fragment de la llista d'asteroides completa. Als asteroides se'ls dona un número quan es confirma la seva òrbita, per tant apareixen llistats aproximadament segons la data de descobriment.

## 391001–391100
| Nom    | Designació provisional | Data de descobriment   | Lloc de descobriment | Descobridor/s     |
| ------ | ---------------------- | ---------------------- | -------------------- | ----------------- |
| 391001 | 2005 SZ107             | 26 de setembre de 2005 | Kitt Peak            | Spacewatch        |
| 391002 | 2005 SM109             | 26 de setembre de 2005 | Kitt Peak            | Spacewatch        |
| 391003 | 2005 SJ115             | 27 de setembre de 2005 | Kitt Peak            | Spacewatch        |
| 391004 | 2005 SL115             | 27 de setembre de 2005 | Kitt Peak            | Spacewatch        |
| 391005 | 2005 SY122             | 23 de setembre de 2005 | Catalina             | CSS               |
| 391006 | 2005 SA123             | 29 de setembre de 2005 | Anderson Mesa        | LONEOS            |
| 391007 | 2005 SO154             | 26 de setembre de 2005 | Kitt Peak            | Spacewatch        |
| 391008 | 2005 SX170             | 29 de setembre de 2005 | Kitt Peak            | Spacewatch        |
| 391009 | 2005 SU171             | 29 de setembre de 2005 | Kitt Peak            | Spacewatch        |
| 391010 | 2005 SV171             | 29 de setembre de 2005 | Kitt Peak            | Spacewatch        |
| 391011 | 2005 SK173             | 29 de setembre de 2005 | Kitt Peak            | Spacewatch        |
| 391012 | 2005 SL174             | 29 de setembre de 2005 | Kitt Peak            | Spacewatch        |
| 391013 | 2005 SR177             | 29 de setembre de 2005 | Kitt Peak            | Spacewatch        |
| 391014 | 2005 SP178             | 29 de setembre de 2005 | Palomar              | NEAT              |
| 391015 | 2005 SU178             | 29 de setembre de 2005 | Anderson Mesa        | LONEOS            |
| 391016 | 2005 SF195             | 9 de setembre de 2005  | Socorro              | LINEAR            |
| 391017 | 2005 SX208             | 30 de setembre de 2005 | Mount Lemmon         | Mt. Lemmon Survey |
| 391018 | 2005 SJ233             | 30 de setembre de 2005 | Mount Lemmon         | Mt. Lemmon Survey |
| 391019 | 2005 SJ234             | 29 de setembre de 2005 | Kitt Peak            | Spacewatch        |
| 391020 | 2005 SE235             | 29 de setembre de 2005 | Mount Lemmon         | Mt. Lemmon Survey |
| 391021 | 2005 SG236             | 29 de setembre de 2005 | Kitt Peak            | Spacewatch        |
| 391022 | 2005 SC246             | 30 de setembre de 2005 | Mount Lemmon         | Mt. Lemmon Survey |
| 391023 | 2005 SX253             | 22 de setembre de 2005 | Palomar              | NEAT              |
| 391024 | 2005 SL256             | 22 de setembre de 2005 | Palomar              | NEAT              |
| 391025 | 2005 SA269             | 25 de setembre de 2005 | Kitt Peak            | Spacewatch        |
| 391026 | 2005 SS270             | 30 de setembre de 2005 | Anderson Mesa        | LONEOS            |
| 391027 | 2005 SV270             | 30 de setembre de 2005 | Anderson Mesa        | LONEOS            |
| 391028 | 2005 SK274             | 29 de setembre de 2005 | Anderson Mesa        | LONEOS            |
| 391029 | 2005 SG280             | 25 de setembre de 2005 | Kitt Peak            | Spacewatch        |
| 391030 | 2005 TY1               | 1 d'octubre de 2005    | Mount Lemmon         | Mt. Lemmon Survey |
| 391031 | 2005 TU2               | 1 d'octubre de 2005    | Catalina             | CSS               |
| 391032 | 2005 TQ10              | 2 d'octubre de 2005    | Anderson Mesa        | LONEOS            |
| 391033 | 2005 TR15              | 3 d'octubre de 2005    | Mount Lemmon         | Mt. Lemmon Survey |
| 391034 | 2005 TX20              | 1 d'octubre de 2005    | Mount Lemmon         | Mt. Lemmon Survey |
| 391035 | 2005 TT24              | 1 d'octubre de 2005    | Mount Lemmon         | Mt. Lemmon Survey |
| 391036 | 2005 TV53              | 1 d'octubre de 2005    | Socorro              | LINEAR            |
| 391037 | 2005 TC72              | 3 d'octubre de 2005    | Catalina             | CSS               |
| 391038 | 2005 TS73              | 7 d'octubre de 2005    | Anderson Mesa        | LONEOS            |
| 391039 | 2005 TO83              | 10 de maig de 2003     | Kitt Peak            | Spacewatch        |
| 391040 | 2005 TV85              | 3 d'octubre de 2005    | Kitt Peak            | Spacewatch        |
| 391041 | 2005 TV89              | 5 d'octubre de 2005    | Mount Lemmon         | Mt. Lemmon Survey |
| 391042 | 2005 TP105             | 8 d'octubre de 2005    | Moletai              | Moletai           |
| 391043 | 2005 TV116             | 7 d'octubre de 2005    | Kitt Peak            | Spacewatch        |
| 391044 | 2005 TY123             | 7 d'octubre de 2005    | Kitt Peak            | Spacewatch        |
| 391045 | 2005 TF141             | 8 d'octubre de 2005    | Kitt Peak            | Spacewatch        |
| 391046 | 2005 TC147             | 29 de setembre de 2005 | Kitt Peak            | Spacewatch        |
| 391047 | 2005 TE151             | 8 d'octubre de 2005    | Kitt Peak            | Spacewatch        |
| 391048 | 2005 TO155             | 9 d'octubre de 2005    | Kitt Peak            | Spacewatch        |
| 391049 | 2005 TH161             | 9 d'octubre de 2005    | Kitt Peak            | Spacewatch        |
| 391050 | 2005 TO164             | 9 d'octubre de 2005    | Kitt Peak            | Spacewatch        |
| 391051 | 2005 TG166             | 9 d'octubre de 2005    | Kitt Peak            | Spacewatch        |
| 391052 | 2005 TE167             | 9 d'octubre de 2005    | Kitt Peak            | Spacewatch        |
| 391053 | 2005 TU169             | 27 de setembre de 2005 | Kitt Peak            | Spacewatch        |
| 391054 | 2005 TE176             | 1 d'octubre de 2005    | Kitt Peak            | Spacewatch        |
| 391055 | 2005 TM195             | 1 d'octubre de 2005    | Kitt Peak            | Spacewatch        |
| 391056 | 2005 UK4               | 12 d'octubre de 2005   | Kitt Peak            | Spacewatch        |
| 391057 | 2005 UW7               | 26 d'octubre de 2005   | Ottmarsheim          | Rinner, C.        |
| 391058 | 2005 UJ36              | 24 d'octubre de 2005   | Kitt Peak            | Spacewatch        |
| 391059 | 2005 UL36              | 24 d'octubre de 2005   | Kitt Peak            | Spacewatch        |
| 391060 | 2005 UB43              | 22 d'octubre de 2005   | Kitt Peak            | Spacewatch        |
| 391061 | 2005 UG43              | 22 d'octubre de 2005   | Kitt Peak            | Spacewatch        |
| 391062 | 2005 UH57              | 24 d'octubre de 2005   | Anderson Mesa        | LONEOS            |
| 391063 | 2005 UT59              | 25 d'octubre de 2005   | Kitt Peak            | Spacewatch        |
| 391064 | 2005 UW71              | 23 d'octubre de 2005   | Catalina             | CSS               |
| 391065 | 2005 UN85              | 22 d'octubre de 2005   | Kitt Peak            | Spacewatch        |
| 391066 | 2005 UP85              | 22 d'octubre de 2005   | Kitt Peak            | Spacewatch        |
| 391067 | 2005 UO87              | 22 d'octubre de 2005   | Kitt Peak            | Spacewatch        |
| 391068 | 2005 UZ103             | 22 d'octubre de 2005   | Kitt Peak            | Spacewatch        |
| 391069 | 2005 UT104             | 22 d'octubre de 2005   | Kitt Peak            | Spacewatch        |
| 391070 | 2005 UG107             | 22 d'octubre de 2005   | Kitt Peak            | Spacewatch        |
| 391071 | 2005 UE108             | 22 d'octubre de 2005   | Kitt Peak            | Spacewatch        |
| 391072 | 2005 UP111             | 22 d'octubre de 2005   | Kitt Peak            | Spacewatch        |
| 391073 | 2005 UH116             | 23 d'octubre de 2005   | Catalina             | CSS               |
| 391074 | 2005 UY121             | 5 d'octubre de 2005    | Kitt Peak            | Spacewatch        |
| 391075 | 2005 UZ134             | 25 d'octubre de 2005   | Mount Lemmon         | Mt. Lemmon Survey |
| 391076 | 2005 UZ139             | 25 d'octubre de 2005   | Mount Lemmon         | Mt. Lemmon Survey |
| 391077 | 2005 UQ155             | 26 d'octubre de 2005   | Anderson Mesa        | LONEOS            |
| 391078 | 2005 US162             | 22 d'octubre de 2005   | Kitt Peak            | Spacewatch        |
| 391079 | 2005 UH177             | 24 d'octubre de 2005   | Kitt Peak            | Spacewatch        |
| 391080 | 2005 UQ191             | 27 d'octubre de 2005   | Mount Lemmon         | Mt. Lemmon Survey |
| 391081 | 2005 UH208             | 1 d'octubre de 2005    | Mount Lemmon         | Mt. Lemmon Survey |
| 391082 | 2005 UT213             | 22 d'octubre de 2005   | Palomar              | NEAT              |
| 391083 | 2005 UE219             | 25 d'octubre de 2005   | Kitt Peak            | Spacewatch        |
| 391084 | 2005 UD230             | 25 d'octubre de 2005   | Kitt Peak            | Spacewatch        |
| 391085 | 2005 UU236             | 25 d'octubre de 2005   | Kitt Peak            | Spacewatch        |
| 391086 | 2005 UX237             | 25 d'octubre de 2005   | Kitt Peak            | Spacewatch        |
| 391087 | 2005 UQ263             | 27 d'octubre de 2005   | Kitt Peak            | Spacewatch        |
| 391088 | 2005 UV274             | 5 d'octubre de 2005    | Kitt Peak            | Spacewatch        |
| 391089 | 2005 UN276             | 24 d'octubre de 2005   | Kitt Peak            | Spacewatch        |
| 391090 | 2005 UK300             | 26 d'octubre de 2005   | Kitt Peak            | Spacewatch        |
| 391091 | 2005 UC310             | 28 d'octubre de 2005   | Mount Lemmon         | Mt. Lemmon Survey |
| 391092 | 2005 UG310             | 29 d'octubre de 2005   | Mount Lemmon         | Mt. Lemmon Survey |
| 391093 | 2005 UO310             | 29 d'octubre de 2005   | Kitt Peak            | Spacewatch        |
| 391094 | 2005 UO324             | 29 d'octubre de 2005   | Kitt Peak            | Spacewatch        |
| 391095 | 2005 UQ355             | 29 d'octubre de 2005   | Mount Lemmon         | Mt. Lemmon Survey |
| 391096 | 2005 UE358             | 7 d'octubre de 2005    | Kitt Peak            | Spacewatch        |
| 391097 | 2005 UT364             | 27 d'octubre de 2005   | Kitt Peak            | Spacewatch        |
| 391098 | 2005 UF367             | 22 d'octubre de 2005   | Kitt Peak            | Spacewatch        |
| 391099 | 2005 UC389             | 28 d'octubre de 2005   | Mount Lemmon         | Mt. Lemmon Survey |
| 391100 | 2005 UT393             | 28 d'octubre de 2005   | Socorro              | LINEAR            |

## 391101–391200
| Nom    | Designació provisional | Data de descobriment   | Lloc de descobriment | Descobridor/s     |
| ------ | ---------------------- | ---------------------- | -------------------- | ----------------- |
| 391101 | 2005 UG406             | 30 d'octubre de 2005   | Kitt Peak            | Spacewatch        |
| 391102 | 2005 UQ407             | 30 d'octubre de 2005   | Mount Lemmon         | Mt. Lemmon Survey |
| 391103 | 2005 UA436             | 30 d'octubre de 2005   | Kitt Peak            | Spacewatch        |
| 391104 | 2005 UX443             | 30 d'agost de 2005     | Kitt Peak            | Spacewatch        |
| 391105 | 2005 UU459             | 27 d'octubre de 2005   | Mount Lemmon         | Mt. Lemmon Survey |
| 391106 | 2005 UK475             | 22 d'octubre de 2005   | Kitt Peak            | Spacewatch        |
| 391107 | 2005 UO478             | 27 d'octubre de 2005   | Mount Lemmon         | Mt. Lemmon Survey |
| 391108 | 2005 UU514             | 20 d'octubre de 2005   | Apache Point         | Becker, A. C.     |
| 391109 | 2005 UZ516             | 25 d'octubre de 2005   | Apache Point         | Becker, A. C.     |
| 391110 | 2005 VT20              | 1 de novembre de 2005  | Kitt Peak            | Spacewatch        |
| 391111 | 2005 VK31              | 4 de novembre de 2005  | Kitt Peak            | Spacewatch        |
| 391112 | 2005 VR32              | 25 d'octubre de 2005   | Mount Lemmon         | Mt. Lemmon Survey |
| 391113 | 2005 VX37              | 3 de novembre de 2005  | Mount Lemmon         | Mt. Lemmon Survey |
| 391114 | 2005 VL41              | 1 de novembre de 2005  | Mount Lemmon         | Mt. Lemmon Survey |
| 391115 | 2005 VL50              | 2 de novembre de 2005  | Kitt Peak            | Spacewatch        |
| 391116 | 2005 VV54              | 4 de novembre de 2005  | Kitt Peak            | Spacewatch        |
| 391117 | 2005 VS70              | 1 de novembre de 2005  | Mount Lemmon         | Mt. Lemmon Survey |
| 391118 | 2005 VM102             | 1 de novembre de 2005  | Kitt Peak            | Spacewatch        |
| 391119 | 2005 VP129             | 1 de novembre de 2005  | Apache Point         | Becker, A. C.     |
| 391120 | 2005 WQ10              | 22 de novembre de 2005 | Kitt Peak            | Spacewatch        |
| 391121 | 2005 WP17              | 22 de novembre de 2005 | Kitt Peak            | Spacewatch        |
| 391122 | 2005 WY17              | 22 de novembre de 2005 | Kitt Peak            | Spacewatch        |
| 391123 | 2005 WS19              | 21 de novembre de 2005 | Kitt Peak            | Spacewatch        |
| 391124 | 2005 WX24              | 21 de novembre de 2005 | Kitt Peak            | Spacewatch        |
| 391125 | 2005 WY31              | 21 de novembre de 2005 | Kitt Peak            | Spacewatch        |
| 391126 | 2005 WQ47              | 25 de novembre de 2005 | Kitt Peak            | Spacewatch        |
| 391127 | 2005 WO48              | 25 de novembre de 2005 | Kitt Peak            | Spacewatch        |
| 391128 | 2005 WE71              | 13 d'octubre de 2005   | Kitt Peak            | Spacewatch        |
| 391129 | 2005 WH79              | 25 de novembre de 2005 | Kitt Peak            | Spacewatch        |
| 391130 | 2005 WX139             | 26 de novembre de 2005 | Mount Lemmon         | Mt. Lemmon Survey |
| 391131 | 2005 WM194             | 29 de novembre de 2005 | Catalina             | CSS               |
| 391132 | 2005 XT3               | 1 de desembre de 2005  | Mount Lemmon         | Mt. Lemmon Survey |
| 391133 | 2005 XN12              | 1 de desembre de 2005  | Socorro              | LINEAR            |
| 391134 | 2005 XO40              | 5 de desembre de 2005  | Kitt Peak            | Spacewatch        |
| 391135 | 2005 XM51              | 2 de desembre de 2005  | Kitt Peak            | Spacewatch        |
| 391136 | 2005 XF73              | 6 de desembre de 2005  | Kitt Peak            | Spacewatch        |
| 391137 | 2005 XH80              | 4 de desembre de 2005  | Mount Lemmon         | Mt. Lemmon Survey |
| 391138 | 2005 YR                | 10 de novembre de 2005 | Mount Lemmon         | Mt. Lemmon Survey |
| 391139 | 2005 YW8               | 7 de desembre de 2005  | Kitt Peak            | Spacewatch        |
| 391140 | 2005 YK11              | 21 de desembre de 2005 | Kitt Peak            | Spacewatch        |
| 391141 | 2005 YH14              | 22 de desembre de 2005 | Kitt Peak            | Spacewatch        |
| 391142 | 2005 YM46              | 25 de desembre de 2005 | Kitt Peak            | Spacewatch        |
| 391143 | 2005 YN57              | 24 de desembre de 2005 | Kitt Peak            | Spacewatch        |
| 391144 | 2005 YB62              | 24 de desembre de 2005 | Kitt Peak            | Spacewatch        |
| 391145 | 2005 YA64              | 24 de desembre de 2005 | Kitt Peak            | Spacewatch        |
| 391146 | 2005 YF67              | 5 de desembre de 2005  | Mount Lemmon         | Mt. Lemmon Survey |
| 391147 | 2005 YH81              | 24 de desembre de 2005 | Kitt Peak            | Spacewatch        |
| 391148 | 2005 YF84              | 24 de desembre de 2005 | Kitt Peak            | Spacewatch        |
| 391149 | 2005 YU85              | 25 de desembre de 2005 | Mount Lemmon         | Mt. Lemmon Survey |
| 391150 | 2005 YS87              | 25 de desembre de 2005 | Mount Lemmon         | Mt. Lemmon Survey |
| 391151 | 2005 YY93              | 29 de desembre de 2005 | Socorro              | LINEAR            |
| 391152 | 2005 YZ93              | 24 de desembre de 2005 | Socorro              | LINEAR            |
| 391153 | 2005 YR95              | 25 de desembre de 2005 | Kitt Peak            | Spacewatch        |
| 391154 | 2005 YJ105             | 25 de desembre de 2005 | Kitt Peak            | Spacewatch        |
| 391155 | 2005 YT109             | 25 de desembre de 2005 | Kitt Peak            | Spacewatch        |
| 391156 | 2005 YD112             | 25 de desembre de 2005 | Mount Lemmon         | Mt. Lemmon Survey |
| 391157 | 2005 YZ137             | 26 de desembre de 2005 | Kitt Peak            | Spacewatch        |
| 391158 | 2005 YW143             | 28 de desembre de 2005 | Mount Lemmon         | Mt. Lemmon Survey |
| 391159 | 2005 YT165             | 30 de desembre de 2005 | Socorro              | LINEAR            |
| 391160 | 2005 YW191             | 30 de desembre de 2005 | Kitt Peak            | Spacewatch        |
| 391161 | 2005 YB199             | 25 de desembre de 2005 | Kitt Peak            | Spacewatch        |
| 391162 | 2005 YZ202             | 29 d'octubre de 2005   | Mount Lemmon         | Mt. Lemmon Survey |
| 391163 | 2005 YQ228             | 25 de desembre de 2005 | Kitt Peak            | Spacewatch        |
| 391164 | 2005 YE285             | 29 de desembre de 2005 | Mount Lemmon         | Mt. Lemmon Survey |
| 391165 | 2006 AB25              | 5 de gener de 2006     | Kitt Peak            | Spacewatch        |
| 391166 | 2006 AY25              | 5 de gener de 2006     | Kitt Peak            | Spacewatch        |
| 391167 | 2006 AL26              | 5 de gener de 2006     | Kitt Peak            | Spacewatch        |
| 391168 | 2006 AW39              | 7 de gener de 2006     | Mount Lemmon         | Mt. Lemmon Survey |
| 391169 | 2006 AB41              | 7 de gener de 2006     | Kitt Peak            | Spacewatch        |
| 391170 | 2006 AW47              | 7 de gener de 2006     | Kitt Peak            | Spacewatch        |
| 391171 | 2006 AU56              | 28 de desembre de 2005 | Kitt Peak            | Spacewatch        |
| 391172 | 2006 AO60              | 5 de gener de 2006     | Kitt Peak            | Spacewatch        |
| 391173 | 2006 AL69              | 6 de gener de 2006     | Mount Lemmon         | Mt. Lemmon Survey |
| 391174 | 2006 AN69              | 5 de febrer de 1995    | Kitt Peak            | Spacewatch        |
| 391175 | 2006 BN3               | 27 de desembre de 2005 | Kitt Peak            | Spacewatch        |
| 391176 | 2006 BS98              | 21 de gener de 2006    | Anderson Mesa        | LONEOS            |
| 391177 | 2006 BT114             | 26 de gener de 2006    | Kitt Peak            | Spacewatch        |
| 391178 | 2006 BS136             | 28 de gener de 2006    | Mount Lemmon         | Mt. Lemmon Survey |
| 391179 | 2006 BC145             | 8 de gener de 1998     | Kitt Peak            | Spacewatch        |
| 391180 | 2006 BO165             | 26 de gener de 2006    | Mount Lemmon         | Mt. Lemmon Survey |
| 391181 | 2006 BH178             | 27 de gener de 2006    | Mount Lemmon         | Mt. Lemmon Survey |
| 391182 | 2006 BT192             | 30 de gener de 2006    | Kitt Peak            | Spacewatch        |
| 391183 | 2006 BA193             | 30 de gener de 2006    | Kitt Peak            | Spacewatch        |
| 391184 | 2006 BK203             | 31 de gener de 2006    | Kitt Peak            | Spacewatch        |
| 391185 | 2006 BR216             | 26 de gener de 2006    | Anderson Mesa        | LONEOS            |
| 391186 | 2006 BA226             | 30 de gener de 2006    | Kitt Peak            | Spacewatch        |
| 391187 | 2006 BU234             | 31 de gener de 2006    | Kitt Peak            | Spacewatch        |
| 391188 | 2006 BE263             | 21 de gener de 2006    | Kitt Peak            | Spacewatch        |
| 391189 | 2006 CL16              | 9 de gener de 2006     | Kitt Peak            | Spacewatch        |
| 391190 | 2006 DO9               | 21 de febrer de 2006   | Catalina             | CSS               |
| 391191 | 2006 DD50              | 22 de febrer de 2006   | Catalina             | CSS               |
| 391192 | 2006 DM72              | 22 de febrer de 2006   | Kitt Peak            | Spacewatch        |
| 391193 | 2006 DB87              | 24 de febrer de 2006   | Kitt Peak            | Spacewatch        |
| 391194 | 2006 DS125             | 2 de febrer de 2006    | Kitt Peak            | Spacewatch        |
| 391195 | 2006 EC53              | 2 de març de 2006      | Kitt Peak            | Spacewatch        |
| 391196 | 2006 EU65              | 5 de març de 2006      | Kitt Peak            | Spacewatch        |
| 391197 | 2006 FX11              | 23 de març de 2006     | Kitt Peak            | Spacewatch        |
| 391198 | 2006 FC25              | 24 de març de 2006     | Kitt Peak            | Spacewatch        |
| 391199 | 2006 FX50              | 23 de març de 2006     | Catalina             | CSS               |
| 391200 | 2006 GH12              | 2 d'abril de 2006      | Kitt Peak            | Spacewatch        |

## 391201–391300
| Nom    | Designació provisional | Data de descobriment   | Lloc de descobriment | Descobridor/s        |
| ------ | ---------------------- | ---------------------- | -------------------- | -------------------- |
| 391201 | 2006 GZ13              | 2 d'abril de 2006      | Kitt Peak            | Spacewatch           |
| 391202 | 2006 GF26              | 2 d'abril de 2006      | Kitt Peak            | Spacewatch           |
| 391203 | 2006 GN36              | 8 d'abril de 2006      | Kitt Peak            | Spacewatch           |
| 391204 | 2006 HA25              | 20 d'abril de 2006     | Kitt Peak            | Spacewatch           |
| 391205 | 2006 HL39              | 21 d'abril de 2006     | Kitt Peak            | Spacewatch           |
| 391206 | 2006 HD40              | 21 d'abril de 2006     | Kitt Peak            | Spacewatch           |
| 391207 | 2006 HR43              | 24 d'abril de 2006     | Mount Lemmon         | Mt. Lemmon Survey    |
| 391208 | 2006 HV47              | 24 d'abril de 2006     | Kitt Peak            | Spacewatch           |
| 391209 | 2006 HD48              | 24 d'abril de 2006     | Kitt Peak            | Spacewatch           |
| 391210 | 2006 HA51              | 26 d'abril de 2006     | Saint-Sulpice        | Christophe, B.       |
| 391211 | 2006 HZ51              | 27 d'abril de 2006     | Catalina             | CSS                  |
| 391212 | 2006 HQ68              | 24 d'abril de 2006     | Mount Lemmon         | Mt. Lemmon Survey    |
| 391213 | 2006 HN72              | 25 d'abril de 2006     | Kitt Peak            | Spacewatch           |
| 391214 | 2006 HF75              | 25 d'abril de 2006     | Kitt Peak            | Spacewatch           |
| 391215 | 2006 HN89              | 20 d'abril de 2006     | Siding Spring        | Siding Spring Survey |
| 391216 | 2006 HF92              | 21 d'abril de 2006     | Kitt Peak            | Spacewatch           |
| 391217 | 2006 HR92              | 29 d'abril de 2006     | Kitt Peak            | Spacewatch           |
| 391218 | 2006 HY96              | 30 d'abril de 2006     | Kitt Peak            | Spacewatch           |
| 391219 | 2006 HZ117             | 29 d'abril de 2006     | Kitt Peak            | Spacewatch           |
| 391220 | 2006 HK120             | 30 d'abril de 2006     | Kitt Peak            | Spacewatch           |
| 391221 | 2006 HP147             | 27 d'abril de 2006     | Cerro Tololo         | Buie, M. W.          |
| 391222 | 2006 JL1               | 24 d'abril de 2006     | Kitt Peak            | Spacewatch           |
| 391223 | 2006 JH8               | 1 de maig de 2006      | Kitt Peak            | Spacewatch           |
| 391224 | 2006 JH16              | 16 de gener de 2005    | Kitt Peak            | Spacewatch           |
| 391225 | 2006 JO20              | 24 d'abril de 2006     | Kitt Peak            | Spacewatch           |
| 391226 | 2006 JQ32              | 3 de maig de 2006      | Kitt Peak            | Spacewatch           |
| 391227 | 2006 JJ35              | 4 de maig de 2006      | Kitt Peak            | Spacewatch           |
| 391228 | 2006 JZ56              | 10 de maig de 2006     | Palomar              | NEAT                 |
| 391229 | 2006 JB81              | 9 de maig de 2006      | Mount Lemmon         | Mt. Lemmon Survey    |
| 391230 | 2006 KY                | 18 de maig de 2006     | Palomar              | NEAT                 |
| 391231 | 2006 KS6               | 19 de maig de 2006     | Mount Lemmon         | Mt. Lemmon Survey    |
| 391232 | 2006 KN13              | 20 de maig de 2006     | Kitt Peak            | Spacewatch           |
| 391233 | 2006 KR44              | 21 de maig de 2006     | Kitt Peak            | Spacewatch           |
| 391234 | 2006 KL58              | 22 de maig de 2006     | Kitt Peak            | Spacewatch           |
| 391235 | 2006 KP66              | 24 de maig de 2006     | Kitt Peak            | Spacewatch           |
| 391236 | 2006 KT80              | 25 de maig de 2006     | Mount Lemmon         | Mt. Lemmon Survey    |
| 391237 | 2006 KJ98              | 26 de maig de 2006     | Kitt Peak            | Spacewatch           |
| 391238 | 2006 KP112             | 31 de maig de 2006     | Mount Lemmon         | Mt. Lemmon Survey    |
| 391239 | 2006 KE118             | 23 de maig de 2006     | Catalina             | CSS                  |
| 391240 | 2006 KP134             | 25 de maig de 2006     | Mauna Kea            | Wiegert, P. A.       |
| 391241 | 2006 OG6               | 22 de juny de 2006     | Kitt Peak            | Spacewatch           |
| 391242 | 2006 PL4               | 12 d'agost de 2006     | Palomar              | NEAT                 |
| 391243 | 2006 PF13              | 14 d'agost de 2006     | Siding Spring        | Siding Spring Survey |
| 391244 | 2006 QE2               | 17 d'agost de 2006     | Palomar              | NEAT                 |
| 391245 | 2006 QK8               | 19 d'agost de 2006     | Kitt Peak            | Spacewatch           |
| 391246 | 2006 QA9               | 19 d'agost de 2006     | Kitt Peak            | Spacewatch           |
| 391247 | 2006 QC70              | 21 d'agost de 2006     | Kitt Peak            | Spacewatch           |
| 391248 | 2006 QZ74              | 21 d'agost de 2006     | Kitt Peak            | Spacewatch           |
| 391249 | 2006 QD84              | 19 d'agost de 2006     | Kitt Peak            | Spacewatch           |
| 391250 | 2006 QX96              | 16 d'agost de 2006     | Palomar              | NEAT                 |
| 391251 | 2006 QM114             | 27 d'agost de 2006     | Anderson Mesa        | LONEOS               |
| 391252 | 2006 QM119             | 28 d'agost de 2006     | Socorro              | LINEAR               |
| 391253 | 2006 QA129             | 8 de març de 2005      | Mount Lemmon         | Mt. Lemmon Survey    |
| 391254 | 2006 QO150             | 19 d'agost de 2006     | Kitt Peak            | Spacewatch           |
| 391255 | 2006 QH165             | 29 d'agost de 2006     | Catalina             | CSS                  |
| 391256 | 2006 QR166             | 29 d'agost de 2006     | Anderson Mesa        | LONEOS               |
| 391257 | 2006 RL1               | 12 de setembre de 2006 | Uccle                | Pauwels, T.          |
| 391258 | 2006 RP33              | 12 de setembre de 2006 | Socorro              | LINEAR               |
| 391259 | 2006 RF48              | 14 de setembre de 2006 | Catalina             | CSS                  |
| 391260 | 2006 RZ54              | 14 de setembre de 2006 | Kitt Peak            | Spacewatch           |
| 391261 | 2006 RA63              | 14 de setembre de 2006 | Catalina             | CSS                  |
| 391262 | 2006 RR77              | 15 de setembre de 2006 | Kitt Peak            | Spacewatch           |
| 391263 | 2006 RW79              | 15 de setembre de 2006 | Kitt Peak            | Spacewatch           |
| 391264 | 2006 RS120             | 15 de setembre de 2006 | Kitt Peak            | Spacewatch           |
| 391265 | 2006 SC17              | 17 de setembre de 2006 | Kitt Peak            | Spacewatch           |
| 391266 | 2006 SV22              | 17 de setembre de 2006 | Anderson Mesa        | LONEOS               |
| 391267 | 2006 SE43              | 18 de setembre de 2006 | Kitt Peak            | Spacewatch           |
| 391268 | 2006 SH60              | 18 de setembre de 2006 | Catalina             | CSS                  |
| 391269 | 2006 SN82              | 18 de setembre de 2006 | Anderson Mesa        | LONEOS               |
| 391270 | 2006 SL90              | 18 de setembre de 2006 | Kitt Peak            | Spacewatch           |
| 391271 | 2006 SS96              | 18 de setembre de 2006 | Kitt Peak            | Spacewatch           |
| 391272 | 2006 SL112             | 18 d'agost de 2006     | Kitt Peak            | Spacewatch           |
| 391273 | 2006 SV118             | 24 de setembre de 2006 | Kitt Peak            | Spacewatch           |
| 391274 | 2006 SW130             | 15 de setembre de 2006 | Kitt Peak            | Spacewatch           |
| 391275 | 2006 SJ134             | 26 de setembre de 2006 | Siding Spring        | Siding Spring Survey |
| 391276 | 2006 SJ146             | 19 de setembre de 2006 | Kitt Peak            | Spacewatch           |
| 391277 | 2006 SL148             | 19 de setembre de 2006 | Kitt Peak            | Spacewatch           |
| 391278 | 2006 SU150             | 19 de setembre de 2006 | Kitt Peak            | Spacewatch           |
| 391279 | 2006 SA165             | 17 de setembre de 2006 | Catalina             | CSS                  |
| 391280 | 2006 SL168             | 25 de setembre de 2006 | Kitt Peak            | Spacewatch           |
| 391281 | 2006 SR171             | 17 de setembre de 2006 | Kitt Peak            | Spacewatch           |
| 391282 | 2006 SV179             | 25 de setembre de 2006 | Kitt Peak            | Spacewatch           |
| 391283 | 2006 ST188             | 26 de setembre de 2006 | Catalina             | CSS                  |
| 391284 | 2006 SM194             | 26 de setembre de 2006 | Kitt Peak            | Spacewatch           |
| 391285 | 2006 SQ219             | 23 de setembre de 2006 | Kitt Peak            | Spacewatch           |
| 391286 | 2006 SF229             | 26 de setembre de 2006 | Kitt Peak            | Spacewatch           |
| 391287 | 2006 SH230             | 26 de setembre de 2006 | Socorro              | LINEAR               |
| 391288 | 2006 SB231             | 17 de setembre de 2006 | Kitt Peak            | Spacewatch           |
| 391289 | 2006 SP260             | 26 de setembre de 2006 | Mount Lemmon         | Mt. Lemmon Survey    |
| 391290 | 2006 SB265             | 26 de setembre de 2006 | Kitt Peak            | Spacewatch           |
| 391291 | 2006 SB269             | 26 de setembre de 2006 | Kitt Peak            | Spacewatch           |
| 391292 | 2006 SP293             | 25 de setembre de 2006 | Kitt Peak            | Spacewatch           |
| 391293 | 2006 SD298             | 25 de setembre de 2006 | Mount Lemmon         | Mt. Lemmon Survey    |
| 391294 | 2006 SB300             | 18 de setembre de 2006 | Anderson Mesa        | LONEOS               |
| 391295 | 2006 SD303             | 19 d'abril de 2004     | Kitt Peak            | Spacewatch           |
| 391296 | 2006 SZ309             | 27 de setembre de 2006 | Kitt Peak            | Spacewatch           |
| 391297 | 2006 SA317             | 27 de setembre de 2006 | Kitt Peak            | Spacewatch           |
| 391298 | 2006 SU321             | 11 d'abril de 2003     | Kitt Peak            | Spacewatch           |
| 391299 | 2006 SF325             | 19 de setembre de 2006 | Kitt Peak            | Spacewatch           |
| 391300 | 2006 SH360             | 30 de setembre de 2006 | Mount Lemmon         | Mt. Lemmon Survey    |

## 391301–391400
| Nom    | Designació provisional | Data de descobriment   | Lloc de descobriment | Descobridor/s     |
| ------ | ---------------------- | ---------------------- | -------------------- | ----------------- |
| 391301 | 2006 SP375             | 17 de setembre de 2006 | Apache Point         | Becker, A. C.     |
| 391302 | 2006 SJ378             | 18 de setembre de 2006 | Apache Point         | Becker, A. C.     |
| 391303 | 2006 SQ379             | 20 de setembre de 2006 | Apache Point         | Becker, A. C.     |
| 391304 | 2006 SV384             | 29 de setembre de 2006 | Apache Point         | Becker, A. C.     |
| 391305 | 2006 SJ385             | 29 de setembre de 2006 | Apache Point         | Becker, A. C.     |
| 391306 | 2006 ST401             | 30 de setembre de 2006 | Mount Lemmon         | Mt. Lemmon Survey |
| 391307 | 2006 SK402             | 25 de setembre de 2006 | Mount Lemmon         | Mt. Lemmon Survey |
| 391308 | 2006 SS409             | 18 de setembre de 2006 | Kitt Peak            | Spacewatch        |
| 391309 | 2006 TN16              | 18 de setembre de 2006 | Kitt Peak            | Spacewatch        |
| 391310 | 2006 TM25              | 25 de setembre de 2006 | Mount Lemmon         | Mt. Lemmon Survey |
| 391311 | 2006 TL26              | 4 d'octubre de 2006    | Mount Lemmon         | Mt. Lemmon Survey |
| 391312 | 2006 TM41              | 25 de setembre de 2006 | Mount Lemmon         | Mt. Lemmon Survey |
| 391313 | 2006 TL44              | 12 d'octubre de 2006   | Kitt Peak            | Spacewatch        |
| 391314 | 2006 TY53              | 12 d'octubre de 2006   | Kitt Peak            | Spacewatch        |
| 391315 | 2006 TT69              | 11 d'octubre de 2006   | Palomar              | NEAT              |
| 391316 | 2006 TD76              | 11 d'octubre de 2006   | Palomar              | NEAT              |
| 391317 | 2006 TN80              | 13 d'octubre de 2006   | Kitt Peak            | Spacewatch        |
| 391318 | 2006 TB82              | 13 d'octubre de 2006   | Kitt Peak            | Spacewatch        |
| 391319 | 2006 TX82              | 13 d'octubre de 2006   | Kitt Peak            | Spacewatch        |
| 391320 | 2006 TS83              | 13 d'octubre de 2006   | Kitt Peak            | Spacewatch        |
| 391321 | 2006 TD86              | 13 d'octubre de 2006   | Kitt Peak            | Spacewatch        |
| 391322 | 2006 TJ87              | 2 d'octubre de 2006    | Mount Lemmon         | Mt. Lemmon Survey |
| 391323 | 2006 TL101             | 15 d'octubre de 2006   | Kitt Peak            | Spacewatch        |
| 391324 | 2006 TC103             | 15 d'octubre de 2006   | Kitt Peak            | Spacewatch        |
| 391325 | 2006 TY108             | 2 d'octubre de 2006    | Kitt Peak            | Spacewatch        |
| 391326 | 2006 TC115             | 1 d'octubre de 2006    | Apache Point         | Becker, A. C.     |
| 391327 | 2006 TG116             | 2 d'octubre de 2006    | Apache Point         | Becker, A. C.     |
| 391328 | 2006 TB120             | 12 d'octubre de 2006   | Apache Point         | Becker, A. C.     |
| 391329 | 2006 TM120             | 12 d'octubre de 2006   | Apache Point         | Becker, A. C.     |
| 391330 | 2006 TA126             | 2 d'octubre de 2006    | Mount Lemmon         | Mt. Lemmon Survey |
| 391331 | 2006 UY5               | 16 d'octubre de 2006   | Kitt Peak            | Spacewatch        |
| 391332 | 2006 UP12              | 2 d'octubre de 2006    | Mount Lemmon         | Mt. Lemmon Survey |
| 391333 | 2006 UH15              | 17 d'octubre de 2006   | Mount Lemmon         | Mt. Lemmon Survey |
| 391334 | 2006 UW18              | 16 d'octubre de 2006   | Kitt Peak            | Spacewatch        |
| 391335 | 2006 UZ29              | 16 d'octubre de 2006   | Kitt Peak            | Spacewatch        |
| 391336 | 2006 UU45              | 16 d'octubre de 2006   | Kitt Peak            | Spacewatch        |
| 391337 | 2006 UH65              | 25 de setembre de 2006 | Kitt Peak            | Spacewatch        |
| 391338 | 2006 UB79              | 17 d'octubre de 2006   | Kitt Peak            | Spacewatch        |
| 391339 | 2006 UV87              | 17 d'octubre de 2006   | Mount Lemmon         | Mt. Lemmon Survey |
| 391340 | 2006 UE92              | 18 d'octubre de 2006   | Kitt Peak            | Spacewatch        |
| 391341 | 2006 UY97              | 2 d'octubre de 2006    | Mount Lemmon         | Mt. Lemmon Survey |
| 391342 | 2006 UT102             | 18 d'octubre de 2006   | Kitt Peak            | Spacewatch        |
| 391343 | 2006 UE103             | 2 d'octubre de 2006    | Mount Lemmon         | Mt. Lemmon Survey |
| 391344 | 2006 UG118             | 26 de setembre de 2006 | Mount Lemmon         | Mt. Lemmon Survey |
| 391345 | 2006 US118             | 18 de setembre de 2006 | Kitt Peak            | Spacewatch        |
| 391346 | 2006 UO157             | 21 d'octubre de 2006   | Mount Lemmon         | Mt. Lemmon Survey |
| 391347 | 2006 UH177             | 17 de setembre de 1995 | Kitt Peak            | Spacewatch        |
| 391348 | 2006 UN214             | 23 d'octubre de 2006   | Kitt Peak            | Spacewatch        |
| 391349 | 2006 UE217             | 28 d'octubre de 2006   | Las Cruces           | Dixon, D. S.      |
| 391350 | 2006 UG222             | 17 d'octubre de 2006   | Catalina             | CSS               |
| 391351 | 2006 UP226             | 20 d'octubre de 2006   | Palomar              | NEAT              |
| 391352 | 2006 UY228             | 3 d'octubre de 2006    | Mount Lemmon         | Mt. Lemmon Survey |
| 391353 | 2006 UB256             | 27 de setembre de 2006 | Mount Lemmon         | Mt. Lemmon Survey |
| 391354 | 2006 UC257             | 28 d'octubre de 2006   | Kitt Peak            | Spacewatch        |
| 391355 | 2006 UJ267             | 27 d'octubre de 2006   | Mount Lemmon         | Mt. Lemmon Survey |
| 391356 | 2006 UN290             | 18 d'octubre de 2006   | Kitt Peak            | Spacewatch        |
| 391357 | 2006 US306             | 30 de setembre de 2006 | Mount Lemmon         | Mt. Lemmon Survey |
| 391358 | 2006 UX314             | 19 d'octubre de 2006   | Kitt Peak            | Buie, M. W.       |
| 391359 | 2006 UK332             | 21 d'octubre de 2006   | Apache Point         | Becker, A. C.     |
| 391360 | 2006 UQ333             | 22 d'octubre de 2006   | Apache Point         | Becker, A. C.     |
| 391361 | 2006 VZ10              | 11 de novembre de 2006 | Mount Lemmon         | Mt. Lemmon Survey |
| 391362 | 2006 VJ11              | 16 d'octubre de 2006   | Kitt Peak            | Spacewatch        |
| 391363 | 2006 VF36              | 11 de novembre de 2006 | Mount Lemmon         | Mt. Lemmon Survey |
| 391364 | 2006 VG53              | 11 de novembre de 2006 | Kitt Peak            | Spacewatch        |
| 391365 | 2006 VL57              | 21 d'octubre de 2006   | Mount Lemmon         | Mt. Lemmon Survey |
| 391366 | 2006 VV71              | 11 de novembre de 2006 | Mount Lemmon         | Mt. Lemmon Survey |
| 391367 | 2006 VM105             | 13 de novembre de 2006 | Kitt Peak            | Spacewatch        |
| 391368 | 2006 VN122             | 14 de novembre de 2006 | Kitt Peak            | Spacewatch        |
| 391369 | 2006 VO130             | 15 de novembre de 2006 | Kitt Peak            | Spacewatch        |
| 391370 | 2006 VO131             | 15 de novembre de 2006 | Kitt Peak            | Spacewatch        |
| 391371 | 2006 VM170             | 15 de novembre de 2006 | Kitt Peak            | Spacewatch        |
| 391372 | 2006 VQ171             | 1 de novembre de 2006  | Kitt Peak            | Spacewatch        |
| 391373 | 2006 WJ4               | 20 de novembre de 2006 | Great Shefford       | Birtwhistle, P.   |
| 391374 | 2006 WM12              | 16 de novembre de 2006 | Kitt Peak            | Spacewatch        |
| 391375 | 2006 WG14              | 16 de novembre de 2006 | Mount Lemmon         | Mt. Lemmon Survey |
| 391376 | 2006 WV21              | 17 de novembre de 2006 | Mount Lemmon         | Mt. Lemmon Survey |
| 391377 | 2006 WM23              | 17 de novembre de 2006 | Mount Lemmon         | Mt. Lemmon Survey |
| 391378 | 2006 WC44              | 28 de setembre de 2006 | Mount Lemmon         | Mt. Lemmon Survey |
| 391379 | 2006 WP62              | 17 de novembre de 2006 | Mount Lemmon         | Mt. Lemmon Survey |
| 391380 | 2006 WY94              | 19 de novembre de 2006 | Kitt Peak            | Spacewatch        |
| 391381 | 2006 WO97              | 19 de novembre de 2006 | Kitt Peak            | Spacewatch        |
| 391382 | 2006 WS108             | 11 de novembre de 2006 | Mount Lemmon         | Mt. Lemmon Survey |
| 391383 | 2006 WK111             | 19 de novembre de 2006 | Kitt Peak            | Spacewatch        |
| 391384 | 2006 WN134             | 18 de novembre de 2006 | Mount Lemmon         | Mt. Lemmon Survey |
| 391385 | 2006 WR138             | 19 de novembre de 2006 | Catalina             | CSS               |
| 391386 | 2006 WK149             | 20 de novembre de 2006 | Kitt Peak            | Spacewatch        |
| 391387 | 2006 WJ164             | 23 de novembre de 2006 | Kitt Peak            | Spacewatch        |
| 391388 | 2006 WP164             | 20 d'octubre de 2006   | Mount Lemmon         | Mt. Lemmon Survey |
| 391389 | 2006 WD171             | 31 d'octubre de 2006   | Mount Lemmon         | Mt. Lemmon Survey |
| 391390 | 2006 WR173             | 23 de novembre de 2006 | Mount Lemmon         | Mt. Lemmon Survey |
| 391391 | 2006 WW186             | 23 de novembre de 2006 | Mount Lemmon         | Mt. Lemmon Survey |
| 391392 | 2006 XU32              | 10 de novembre de 2006 | Kitt Peak            | Spacewatch        |
| 391393 | 2006 YG22              | 21 de desembre de 2006 | Mount Lemmon         | Mt. Lemmon Survey |
| 391394 | 2007 AW22              | 13 de desembre de 2006 | Mount Lemmon         | Mt. Lemmon Survey |
| 391395 | 2007 AY22              | 10 de gener de 2007    | Mount Lemmon         | Mt. Lemmon Survey |
| 391396 | 2007 BY5               | 17 de gener de 2007    | Palomar              | NEAT              |
| 391397 | 2007 BW8               | 16 de març de 2004     | Kitt Peak            | Spacewatch        |
| 391398 | 2007 BZ11              | 17 de gener de 2007    | Kitt Peak            | Spacewatch        |
| 391399 | 2007 BH20              | 10 de gener de 2007    | Kitt Peak            | Spacewatch        |
| 391400 | 2007 BC38              | 13 d'abril de 2004     | Kitt Peak            | Spacewatch        |

## 391401–391500
| Nom    | Designació provisional | Data de descobriment  | Lloc de descobriment | Descobridor/s           |
| ------ | ---------------------- | --------------------- | -------------------- | ----------------------- |
| 391401 | 2007 BK65              | 27 de gener de 2007   | Mount Lemmon         | Mt. Lemmon Survey       |
| 391402 | 2007 CP2               | 6 de febrer de 2007   | Kitt Peak            | Spacewatch              |
| 391403 | 2007 CP4               | 6 de febrer de 2007   | Mount Lemmon         | Mt. Lemmon Survey       |
| 391404 | 2007 CA22              | 6 de febrer de 2007   | Palomar              | NEAT                    |
| 391405 | 2007 CR28              | 6 de febrer de 2007   | Mount Lemmon         | Mt. Lemmon Survey       |
| 391406 | 2007 CG45              | 8 de febrer de 2007   | Palomar              | NEAT                    |
| 391407 | 2007 CL62              | 13 de febrer de 2007  | Socorro              | LINEAR                  |
| 391408 | 2007 DU6               | 17 de febrer de 2007  | Mount Lemmon         | Mt. Lemmon Survey       |
| 391409 | 2007 DK17              | 17 de febrer de 2007  | Kitt Peak            | Spacewatch              |
| 391410 | 2007 DS19              | 17 de febrer de 2007  | Kitt Peak            | Spacewatch              |
| 391411 | 2007 DS23              | 17 de febrer de 2007  | Kitt Peak            | Spacewatch              |
| 391412 | 2007 DG26              | 17 de febrer de 2007  | Kitt Peak            | Spacewatch              |
| 391413 | 2007 DB29              | 17 de febrer de 2007  | Kitt Peak            | Spacewatch              |
| 391414 | 2007 DH31              | 17 de febrer de 2007  | Kitt Peak            | Spacewatch              |
| 391415 | 2007 DH33              | 17 de febrer de 2007  | Kitt Peak            | Spacewatch              |
| 391416 | 2007 DR72              | 21 de febrer de 2007  | Kitt Peak            | Spacewatch              |
| 391417 | 2007 DE76              | 21 de febrer de 2007  | Kitt Peak            | Spacewatch              |
| 391418 | 2007 DJ76              | 21 de febrer de 2007  | Kitt Peak            | Spacewatch              |
| 391419 | 2007 DY86              | 23 de febrer de 2007  | Mount Lemmon         | Mt. Lemmon Survey       |
| 391420 | 2007 DT93              | 23 de febrer de 2007  | Kitt Peak            | Spacewatch              |
| 391421 | 2007 DH99              | 25 de febrer de 2007  | Mount Lemmon         | Mt. Lemmon Survey       |
| 391422 | 2007 DT112             | 26 de febrer de 2007  | Mount Lemmon         | Mt. Lemmon Survey       |
| 391423 | 2007 EK11              | 8 de febrer de 2007   | Kitt Peak            | Spacewatch              |
| 391424 | 2007 EC12              | 9 de març de 2007     | Catalina             | CSS                     |
| 391425 | 2007 EH25              | 10 de març de 2007    | Mount Lemmon         | Mt. Lemmon Survey       |
| 391426 | 2007 EY27              | 9 de març de 2007     | Catalina             | CSS                     |
| 391427 | 2007 EU32              | 10 de març de 2007    | Kitt Peak            | Spacewatch              |
| 391428 | 2007 EP43              | 9 de març de 2007     | Kitt Peak            | Spacewatch              |
| 391429 | 2007 EZ54              | 1 de novembre de 2005 | Mount Lemmon         | Mt. Lemmon Survey       |
| 391430 | 2007 EO64              | 10 de març de 2007    | Mount Lemmon         | Mt. Lemmon Survey       |
| 391431 | 2007 EG69              | 10 de març de 2007    | Kitt Peak            | Spacewatch              |
| 391432 | 2007 EL70              | 10 de març de 2007    | Kitt Peak            | Spacewatch              |
| 391433 | 2007 ED71              | 10 de març de 2007    | Kitt Peak            | Spacewatch              |
| 391434 | 2007 ER92              | 10 de març de 2007    | Mount Lemmon         | Mt. Lemmon Survey       |
| 391435 | 2007 ER99              | 11 de març de 2007    | Kitt Peak            | Spacewatch              |
| 391436 | 2007 EL102             | 11 de març de 2007    | Kitt Peak            | Spacewatch              |
| 391437 | 2007 EE118             | 13 de març de 2007    | Mount Lemmon         | Mt. Lemmon Survey       |
| 391438 | 2007 ES129             | 23 de febrer de 2007  | Mount Lemmon         | Mt. Lemmon Survey       |
| 391439 | 2007 EP148             | 12 de març de 2007    | Mount Lemmon         | Mt. Lemmon Survey       |
| 391440 | 2007 EZ149             | 26 de febrer de 2007  | Mount Lemmon         | Mt. Lemmon Survey       |
| 391441 | 2007 ES168             | 13 de març de 2007    | Kitt Peak            | Spacewatch              |
| 391442 | 2007 EW173             | 14 de març de 2007    | Kitt Peak            | Spacewatch              |
| 391443 | 2007 EW178             | 14 de març de 2007    | Kitt Peak            | Spacewatch              |
| 391444 | 2007 EF190             | 13 de març de 2007    | Mount Lemmon         | Mt. Lemmon Survey       |
| 391445 | 2007 EU195             | 15 de març de 2007    | Mount Lemmon         | Mt. Lemmon Survey       |
| 391446 | 2007 EV199             | 9 de març de 2007     | Catalina             | CSS                     |
| 391447 | 2007 EZ206             | 14 de març de 2007    | Anderson Mesa        | LONEOS                  |
| 391448 | 2007 ET215             | 12 de març de 2007    | Catalina             | CSS                     |
| 391449 | 2007 FL1               | 17 de març de 2007    | Catalina             | CSS                     |
| 391450 | 2007 FC4               | 18 de març de 2007    | Nyukasa              | Nyukasa                 |
| 391451 | 2007 FE20              | 23 de març de 2007    | Siding Spring        | Siding Spring Survey    |
| 391452 | 2007 FA32              | 20 de març de 2007    | Kitt Peak            | Spacewatch              |
| 391453 | 2007 FB33              | 20 de març de 2007    | Kitt Peak            | Spacewatch              |
| 391454 | 2007 GS13              | 11 d'abril de 2007    | Kitt Peak            | Spacewatch              |
| 391455 | 2007 GA15              | 11 d'abril de 2007    | Mount Lemmon         | Mt. Lemmon Survey       |
| 391456 | 2007 GQ20              | 11 d'abril de 2007    | Mount Lemmon         | Mt. Lemmon Survey       |
| 391457 | 2007 GS39              | 14 d'abril de 2007    | Kitt Peak            | Spacewatch              |
| 391458 | 2007 GG48              | 14 d'abril de 2007    | Kitt Peak            | Spacewatch              |
| 391459 | 2007 GY48              | 14 d'abril de 2007    | Kitt Peak            | Spacewatch              |
| 391460 | 2007 GH52              | 14 d'abril de 2007    | Kitt Peak            | Spacewatch              |
| 391461 | 2007 GY53              | 14 d'abril de 2007    | Kitt Peak            | Spacewatch              |
| 391462 | 2007 GB57              | 15 d'abril de 2007    | Kitt Peak            | Spacewatch              |
| 391463 | 2007 GM60              | 15 d'abril de 2007    | Kitt Peak            | Spacewatch              |
| 391464 | 2007 GN70              | 15 d'abril de 2007    | Mount Lemmon         | Mt. Lemmon Survey       |
| 391465 | 2007 GF71              | 26 de març de 2007    | Kitt Peak            | Spacewatch              |
| 391466 | 2007 GW73              | 15 d'abril de 2007    | Kitt Peak            | Spacewatch              |
| 391467 | 2007 GJ76              | 1 d'octubre de 2005   | Mount Lemmon         | Mt. Lemmon Survey       |
| 391468 | 2007 HP23              | 18 d'abril de 2007    | Kitt Peak            | Spacewatch              |
| 391469 | 2007 HA25              | 18 d'abril de 2007    | Kitt Peak            | Spacewatch              |
| 391470 | 2007 HK27              | 13 de març de 2007    | Mount Lemmon         | Mt. Lemmon Survey       |
| 391471 | 2007 HA28              | 18 d'abril de 2007    | Kitt Peak            | Spacewatch              |
| 391472 | 2007 HB29              | 19 d'abril de 2007    | Mount Lemmon         | Mt. Lemmon Survey       |
| 391473 | 2007 HE29              | 19 d'abril de 2007    | Mount Lemmon         | Mt. Lemmon Survey       |
| 391474 | 2007 HN29              | 19 d'abril de 2007    | Mount Lemmon         | Mt. Lemmon Survey       |
| 391475 | 2007 HH30              | 9 de març de 2007     | Kitt Peak            | Spacewatch              |
| 391476 | 2007 HU38              | 20 d'abril de 2007    | Mount Lemmon         | Mt. Lemmon Survey       |
| 391477 | 2007 HF61              | 17 d'octubre de 2001  | Kitt Peak            | Spacewatch              |
| 391478 | 2007 HH66              | 22 d'abril de 2007    | Mount Lemmon         | Mt. Lemmon Survey       |
| 391479 | 2007 HK69              | 24 de març de 2003    | Kitt Peak            | Spacewatch              |
| 391480 | 2007 HK78              | 21 de gener de 1993   | Kitt Peak            | Spacewatch              |
| 391481 | 2007 HK85              | 4 de desembre de 2005 | Kitt Peak            | Spacewatch              |
| 391482 | 2007 HG96              | 19 d'abril de 2007    | Kitt Peak            | Spacewatch              |
| 391483 | 2007 JY                | 6 de maig de 2007     | Kitt Peak            | Spacewatch              |
| 391484 | 2007 JQ11              | 7 de maig de 2007     | Kitt Peak            | Spacewatch              |
| 391485 | 2007 JV13              | 9 de maig de 2007     | Mount Lemmon         | Mt. Lemmon Survey       |
| 391486 | 2007 JB17              | 7 de maig de 2007     | Kitt Peak            | Spacewatch              |
| 391487 | 2007 JK25              | 4 de desembre de 2005 | Kitt Peak            | Spacewatch              |
| 391488 | 2007 JE35              | 11 de maig de 2007    | Siding Spring        | Siding Spring Survey    |
| 391489 | 2007 LG3               | 8 de juny de 2007     | Catalina             | CSS                     |
| 391490 | 2007 LZ3               | 8 de juny de 2007     | Kitt Peak            | Spacewatch              |
| 391491 | 2007 LR26              | 14 de juny de 2007    | Kitt Peak            | Spacewatch              |
| 391492 | 2007 MS20              | 24 de juny de 2007    | Tiki                 | Hönig, S. F., Teamo, N. |
| 391493 | 2007 OJ7               | 21 de juliol de 2007  | Siding Spring        | Siding Spring Survey    |
| 391494 | 2007 OF10              | 18 de juliol de 2007  | Mount Lemmon         | Mt. Lemmon Survey       |
| 391495 | 2007 OV10              | 18 de juliol de 2007  | Mount Lemmon         | Mt. Lemmon Survey       |
| 391496 | 2007 PG9               | 11 d'agost de 2007    | Shenton Park         | Luckas, P.              |
| 391497 | 2007 PP13              | 8 d'agost de 2007     | Socorro              | LINEAR                  |
| 391498 | 2007 PO14              | 8 d'agost de 2007     | Socorro              | LINEAR                  |
| 391499 | 2007 PG21              | 9 d'agost de 2007     | Socorro              | LINEAR                  |
| 391500 | 2007 PF32              | 8 d'agost de 2007     | Socorro              | LINEAR                  |

## 391501–391600
| Nom    | Designació provisional | Data de descobriment   | Lloc de descobriment | Descobridor/s           |
| ------ | ---------------------- | ---------------------- | -------------------- | ----------------------- |
| 391501 | 2007 PV34              | 9 d'agost de 2007      | Kitt Peak            | Spacewatch              |
| 391502 | 2007 PL43              | 10 d'agost de 2007     | Kitt Peak            | Spacewatch              |
| 391503 | 2007 PU45              | 9 d'agost de 2007      | Kitt Peak            | Spacewatch              |
| 391504 | 2007 RP2               | 2 de setembre de 2007  | Mount Lemmon         | Mt. Lemmon Survey       |
| 391505 | 2007 RC8               | 22 de gener de 2006    | Catalina             | CSS                     |
| 391506 | 2007 RW9               | 5 de setembre de 2007  | Siding Spring        | Sárneczky, K., Kiss, L. |
| 391507 | 2007 RP13              | 11 de setembre de 2007 | Goodricke-Pigott     | Tucker, R. A.           |
| 391508 | 2007 RV17              | 13 de setembre de 2007 | Mount Lemmon         | Mt. Lemmon Survey       |
| 391509 | 2007 RS56              | 9 de setembre de 2007  | Kitt Peak            | Spacewatch              |
| 391510 | 2007 RV61              | 10 d'agost de 2007     | Kitt Peak            | Spacewatch              |
| 391511 | 2007 RK69              | 10 de setembre de 2007 | Kitt Peak            | Spacewatch              |
| 391512 | 2007 RJ96              | 10 de setembre de 2007 | Kitt Peak            | Spacewatch              |
| 391513 | 2007 RG97              | 10 de setembre de 2007 | Mount Lemmon         | Mt. Lemmon Survey       |
| 391514 | 2007 RR116             | 11 de setembre de 2007 | Kitt Peak            | Spacewatch              |
| 391515 | 2007 RY123             | 12 de setembre de 2007 | Catalina             | CSS                     |
| 391516 | 2007 RG137             | 14 de setembre de 2007 | Mount Lemmon         | Mt. Lemmon Survey       |
| 391517 | 2007 RP163             | 10 de setembre de 2007 | Kitt Peak            | Spacewatch              |
| 391518 | 2007 RG164             | 10 de setembre de 2007 | Kitt Peak            | Spacewatch              |
| 391519 | 2007 RX171             | 10 de setembre de 2007 | Kitt Peak            | Spacewatch              |
| 391520 | 2007 RZ177             | 10 de setembre de 2007 | Kitt Peak            | Spacewatch              |
| 391521 | 2007 RD178             | 10 de setembre de 2007 | Kitt Peak            | Spacewatch              |
| 391522 | 2007 RX179             | 10 de setembre de 2007 | Mount Lemmon         | Mt. Lemmon Survey       |
| 391523 | 2007 RH192             | 12 de setembre de 2007 | Catalina             | CSS                     |
| 391524 | 2007 RM199             | 13 de setembre de 2007 | Kitt Peak            | Spacewatch              |
| 391525 | 2007 RM208             | 10 de setembre de 2007 | Kitt Peak            | Spacewatch              |
| 391526 | 2007 RV215             | 12 de setembre de 2007 | Kitt Peak            | Spacewatch              |
| 391527 | 2007 RA222             | 14 de setembre de 2007 | Mount Lemmon         | Mt. Lemmon Survey       |
| 391528 | 2007 RF233             | 12 de setembre de 2007 | Catalina             | CSS                     |
| 391529 | 2007 RK269             | 16 de febrer de 2001   | Socorro              | LINEAR                  |
| 391530 | 2007 RO279             | 14 d'agost de 2007     | Siding Spring        | Siding Spring Survey    |
| 391531 | 2007 RV281             | 1 de setembre de 2007  | Siding Spring        | Siding Spring Survey    |
| 391532 | 2007 RK282             | 8 de setembre de 2007  | Cerro Tololo         | Wasserman, L. H.        |
| 391533 | 2007 RJ297             | 10 de setembre de 2007 | Kitt Peak            | Spacewatch              |
| 391534 | 2007 RJ299             | 9 de setembre de 2007  | Mount Lemmon         | Mt. Lemmon Survey       |
| 391535 | 2007 RY300             | 12 de setembre de 2007 | Mount Lemmon         | Mt. Lemmon Survey       |
| 391536 | 2007 RC309             | 10 de setembre de 2007 | Mount Lemmon         | Mt. Lemmon Survey       |
| 391537 | 2007 RP309             | 12 de setembre de 2007 | Catalina             | CSS                     |
| 391538 | 2007 RN321             | 14 de setembre de 2007 | Socorro              | LINEAR                  |
| 391539 | 2007 RT323             | 11 de setembre de 2007 | Mount Lemmon         | Mt. Lemmon Survey       |
| 391540 | 2007 RT324             | 11 de setembre de 2007 | Mount Lemmon         | Mt. Lemmon Survey       |
| 391541 | 2007 SB14              | 20 de setembre de 2007 | Catalina             | CSS                     |
| 391542 | 2007 SA19              | 25 de setembre de 2007 | Mount Lemmon         | Mt. Lemmon Survey       |
| 391543 | 2007 SQ19              | 25 de setembre de 2007 | Mount Lemmon         | Mt. Lemmon Survey       |
| 391544 | 2007 SU19              | 25 de setembre de 2007 | Mount Lemmon         | Mt. Lemmon Survey       |
| 391545 | 2007 TB1               | 4 d'octubre de 2007    | Siding Spring        | Siding Spring Survey    |
| 391546 | 2007 TL7               | 7 d'octubre de 2007    | Altschwendt          | Ries, W.                |
| 391547 | 2007 TR13              | 6 d'octubre de 2007    | Socorro              | LINEAR                  |
| 391548 | 2007 TD27              | 14 de setembre de 2007 | Mount Lemmon         | Mt. Lemmon Survey       |
| 391549 | 2007 TR33              | 25 de març de 2006     | Kitt Peak            | Spacewatch              |
| 391550 | 2007 TT48              | 4 d'octubre de 2007    | Kitt Peak            | Spacewatch              |
| 391551 | 2007 TR49              | 4 d'octubre de 2007    | Kitt Peak            | Spacewatch              |
| 391552 | 2007 TA56              | 4 d'octubre de 2007    | Kitt Peak            | Spacewatch              |
| 391553 | 2007 TT59              | 14 de setembre de 2007 | Kitt Peak            | Spacewatch              |
| 391554 | 2007 TW60              | 6 d'octubre de 2007    | Kitt Peak            | Spacewatch              |
| 391555 | 2007 TZ61              | 7 d'octubre de 2007    | Mount Lemmon         | Mt. Lemmon Survey       |
| 391556 | 2007 TU65              | 9 d'octubre de 2007    | Socorro              | LINEAR                  |
| 391557 | 2007 TQ71              | 13 d'octubre de 2007   | Bergisch Gladbach    | Bickel, W.              |
| 391558 | 2007 TF81              | 7 d'octubre de 2007    | Mount Lemmon         | Mt. Lemmon Survey       |
| 391559 | 2007 TX98              | 8 d'octubre de 2007    | Mount Lemmon         | Mt. Lemmon Survey       |
| 391560 | 2007 TM112             | 17 d'octubre de 1996   | Kitt Peak            | Spacewatch              |
| 391561 | 2007 TH129             | 6 d'octubre de 2007    | Kitt Peak            | Spacewatch              |
| 391562 | 2007 TB134             | 7 d'octubre de 2007    | Mount Lemmon         | Mt. Lemmon Survey       |
| 391563 | 2007 TN134             | 11 de maig de 2005     | Mount Lemmon         | Mt. Lemmon Survey       |
| 391564 | 2007 TT154             | 9 d'octubre de 2007    | Socorro              | LINEAR                  |
| 391565 | 2007 TM162             | 11 d'octubre de 2007   | Socorro              | LINEAR                  |
| 391566 | 2007 TH191             | 24 d'agost de 2007     | Kitt Peak            | Spacewatch              |
| 391567 | 2007 TZ200             | 8 d'octubre de 2007    | Kitt Peak            | Spacewatch              |
| 391568 | 2007 TY203             | 8 d'octubre de 2007    | Mount Lemmon         | Mt. Lemmon Survey       |
| 391569 | 2007 TJ218             | 7 d'octubre de 2007    | Kitt Peak            | Spacewatch              |
| 391570 | 2007 TS220             | 8 d'octubre de 2007    | Kitt Peak            | Spacewatch              |
| 391571 | 2007 TW228             | 8 d'octubre de 2007    | Kitt Peak            | Spacewatch              |
| 391572 | 2007 TO233             | 14 de setembre de 2007 | Mount Lemmon         | Mt. Lemmon Survey       |
| 391573 | 2007 TA236             | 9 d'octubre de 2007    | Mount Lemmon         | Mt. Lemmon Survey       |
| 391574 | 2007 TZ240             | 7 d'octubre de 2007    | Mount Lemmon         | Mt. Lemmon Survey       |
| 391575 | 2007 TL254             | 8 d'octubre de 2007    | Mount Lemmon         | Mt. Lemmon Survey       |
| 391576 | 2007 TW259             | 10 d'octubre de 2007   | Mount Lemmon         | Mt. Lemmon Survey       |
| 391577 | 2007 TW268             | 9 d'octubre de 2007    | Kitt Peak            | Spacewatch              |
| 391578 | 2007 TF322             | 11 d'octubre de 2007   | Catalina             | CSS                     |
| 391579 | 2007 TG322             | 11 d'octubre de 2007   | Kitt Peak            | Spacewatch              |
| 391580 | 2007 TF329             | 11 d'octubre de 2007   | Kitt Peak            | Spacewatch              |
| 391581 | 2007 TB342             | 4 d'abril de 2005      | Kitt Peak            | Spacewatch              |
| 391582 | 2007 TU362             | 14 d'octubre de 2007   | Mount Lemmon         | Mt. Lemmon Survey       |
| 391583 | 2007 TY362             | 14 de setembre de 2007 | Mount Lemmon         | Mt. Lemmon Survey       |
| 391584 | 2007 TB366             | 13 de setembre de 2007 | Mount Lemmon         | Mt. Lemmon Survey       |
| 391585 | 2007 TS374             | 19 de setembre de 2007 | Kitt Peak            | Spacewatch              |
| 391586 | 2007 TA381             | 14 d'octubre de 2007   | Kitt Peak            | Spacewatch              |
| 391587 | 2007 TL387             | 13 d'octubre de 2007   | Kitt Peak            | Spacewatch              |
| 391588 | 2007 TC405             | 15 d'octubre de 2007   | Kitt Peak            | Spacewatch              |
| 391589 | 2007 TP425             | 8 d'octubre de 2007    | Mount Lemmon         | Mt. Lemmon Survey       |
| 391590 | 2007 TR428             | 11 d'octubre de 2007   | Kitt Peak            | Spacewatch              |
| 391591 | 2007 TK434             | 9 d'octubre de 2007    | Kitt Peak            | Spacewatch              |
| 391592 | 2007 TT435             | 14 d'octubre de 2007   | Mount Lemmon         | Mt. Lemmon Survey       |
| 391593 | 2007 TW444             | 11 d'octubre de 2007   | Catalina             | CSS                     |
| 391594 | 2007 UK1               | 16 d'octubre de 2007   | Bisei SG Center      | BATTeRS                 |
| 391595 | 2007 UR2               | 18 d'octubre de 2007   | Socorro              | LINEAR                  |
| 391596 | 2007 UQ7               | 16 d'octubre de 2007   | Catalina             | CSS                     |
| 391597 | 2007 UJ13              | 16 d'octubre de 2007   | Mount Lemmon         | Mt. Lemmon Survey       |
| 391598 | 2007 UX26              | 17 de setembre de 1998 | Caussols             | ODAS                    |
| 391599 | 2007 UD29              | 5 de setembre de 2007  | Catalina             | CSS                     |
| 391600 | 2007 UY30              | 19 d'octubre de 2007   | Catalina             | CSS                     |

## 391601–391700
| Nom    | Designació provisional | Data de descobriment   | Lloc de descobriment | Descobridor/s     |
| ------ | ---------------------- | ---------------------- | -------------------- | ----------------- |
| 391601 | 2007 UJ39              | 20 d'octubre de 2007   | Catalina             | CSS               |
| 391602 | 2007 UC56              | 30 d'octubre de 2007   | Kitt Peak            | Spacewatch        |
| 391603 | 2007 UR77              | 30 d'octubre de 2007   | Kitt Peak            | Spacewatch        |
| 391604 | 2007 UA78              | 30 d'octubre de 2007   | Kitt Peak            | Spacewatch        |
| 391605 | 2007 UN92              | 12 d'octubre de 2007   | Kitt Peak            | Spacewatch        |
| 391606 | 2007 UF113             | 30 d'octubre de 2007   | Kitt Peak            | Spacewatch        |
| 391607 | 2007 UP126             | 16 d'octubre de 2007   | Mount Lemmon         | Mt. Lemmon Survey |
| 391608 | 2007 UE129             | 16 d'octubre de 2007   | Mount Lemmon         | Mt. Lemmon Survey |
| 391609 | 2007 UT130             | 20 d'octubre de 2007   | Mount Lemmon         | Mt. Lemmon Survey |
| 391610 | 2007 UU134             | 20 d'octubre de 2007   | Mount Lemmon         | Mt. Lemmon Survey |
| 391611 | 2007 UL140             | 16 d'octubre de 2007   | Catalina             | CSS               |
| 391612 | 2007 UQ141             | 18 d'octubre de 2007   | Kitt Peak            | Spacewatch        |
| 391613 | 2007 VU3               | 2 de novembre de 2007  | Dauban               | Chante-Perdrix    |
| 391614 | 2007 VO21              | 2 de novembre de 2007  | Mount Lemmon         | Mt. Lemmon Survey |
| 391615 | 2007 VS22              | 2 de novembre de 2007  | Mount Lemmon         | Mt. Lemmon Survey |
| 391616 | 2007 VK23              | 11 d'octubre de 2007   | Catalina             | CSS               |
| 391617 | 2007 VP48              | 1 de novembre de 2007  | Kitt Peak            | Spacewatch        |
| 391618 | 2007 VD51              | 1 de novembre de 2007  | Kitt Peak            | Spacewatch        |
| 391619 | 2007 VT52              | 20 d'octubre de 2007   | Mount Lemmon         | Mt. Lemmon Survey |
| 391620 | 2007 VJ53              | 1 de novembre de 2007  | Kitt Peak            | Spacewatch        |
| 391621 | 2007 VE54              | 1 de novembre de 2007  | Kitt Peak            | Spacewatch        |
| 391622 | 2007 VU65              | 2 de novembre de 2007  | Mount Lemmon         | Mt. Lemmon Survey |
| 391623 | 2007 VV66              | 2 de novembre de 2007  | Kitt Peak            | Spacewatch        |
| 391624 | 2007 VZ101             | 2 de novembre de 2007  | Mount Lemmon         | Mt. Lemmon Survey |
| 391625 | 2007 VY108             | 10 d'octubre de 2007   | Mount Lemmon         | Mt. Lemmon Survey |
| 391626 | 2007 VJ109             | 3 de novembre de 2007  | Kitt Peak            | Spacewatch        |
| 391627 | 2007 VK114             | 3 de novembre de 2007  | Kitt Peak            | Spacewatch        |
| 391628 | 2007 VU118             | 4 de novembre de 2007  | Kitt Peak            | Spacewatch        |
| 391629 | 2007 VX133             | 18 d'octubre de 2007   | Kitt Peak            | Spacewatch        |
| 391630 | 2007 VO141             | 4 de novembre de 2007  | Kitt Peak            | Spacewatch        |
| 391631 | 2007 VT141             | 20 d'octubre de 2007   | Mount Lemmon         | Mt. Lemmon Survey |
| 391632 | 2007 VR152             | 2 de novembre de 2007  | Mount Lemmon         | Mt. Lemmon Survey |
| 391633 | 2007 VG160             | 5 de novembre de 2007  | Kitt Peak            | Spacewatch        |
| 391634 | 2007 VS178             | 7 de novembre de 2007  | Mount Lemmon         | Mt. Lemmon Survey |
| 391635 | 2007 VV208             | 20 d'octubre de 2007   | Catalina             | CSS               |
| 391636 | 2007 VJ220             | 9 de novembre de 2007  | Kitt Peak            | Spacewatch        |
| 391637 | 2007 VT232             | 7 de novembre de 2007  | Kitt Peak            | Spacewatch        |
| 391638 | 2007 VC247             | 9 d'octubre de 2007    | Kitt Peak            | Spacewatch        |
| 391639 | 2007 VZ254             | 11 de novembre de 2007 | Mount Lemmon         | Mt. Lemmon Survey |
| 391640 | 2007 VG257             | 7 de novembre de 2007  | Kitt Peak            | Spacewatch        |
| 391641 | 2007 VX266             | 13 de novembre de 2007 | Catalina             | CSS               |
| 391642 | 2007 VF267             | 15 de novembre de 2007 | Catalina             | CSS               |
| 391643 | 2007 VO270             | 7 de novembre de 2007  | Kitt Peak            | Spacewatch        |
| 391644 | 2007 VF282             | 16 d'octubre de 2007   | Mount Lemmon         | Mt. Lemmon Survey |
| 391645 | 2007 VR282             | 3 de novembre de 2007  | Kitt Peak            | Spacewatch        |
| 391646 | 2007 VY289             | 14 de novembre de 2007 | Catalina             | CSS               |
| 391647 | 2007 VU290             | 14 de novembre de 2007 | Kitt Peak            | Spacewatch        |
| 391648 | 2007 VA293             | 15 de novembre de 2007 | Mount Lemmon         | Mt. Lemmon Survey |
| 391649 | 2007 VB306             | 14 de novembre de 2007 | Kitt Peak            | Spacewatch        |
| 391650 | 2007 VQ310             | 9 de novembre de 2007  | Mount Lemmon         | Mt. Lemmon Survey |
| 391651 | 2007 VQ314             | 2 de novembre de 2007  | Mount Lemmon         | Mt. Lemmon Survey |
| 391652 | 2007 VY319             | 2 de novembre de 2007  | Socorro              | LINEAR            |
| 391653 | 2007 VZ329             | 2 de novembre de 2007  | Mount Lemmon         | Mt. Lemmon Survey |
| 391654 | 2007 WA21              | 9 de novembre de 2007  | Mount Lemmon         | Mt. Lemmon Survey |
| 391655 | 2007 WO21              | 18 d'octubre de 2007   | Kitt Peak            | Spacewatch        |
| 391656 | 2007 WE35              | 19 de novembre de 2007 | Mount Lemmon         | Mt. Lemmon Survey |
| 391657 | 2007 WX57              | 18 de novembre de 2007 | Kitt Peak            | Spacewatch        |
| 391658 | 2007 WB59              | 19 de novembre de 2007 | Mount Lemmon         | Mt. Lemmon Survey |
| 391659 | 2007 WC61              | 18 de novembre de 2007 | Mount Lemmon         | Mt. Lemmon Survey |
| 391660 | 2007 XG20              | 13 de desembre de 2007 | Dauban               | Chante-Perdrix    |
| 391661 | 2007 XM27              | 3 de desembre de 2007  | Kitt Peak            | Spacewatch        |
| 391662 | 2007 XP45              | 15 de desembre de 2007 | Kitt Peak            | Spacewatch        |
| 391663 | 2007 XB57              | 4 de desembre de 2007  | Socorro              | LINEAR            |
| 391664 | 2007 YG22              | 16 de desembre de 2007 | Kitt Peak            | Spacewatch        |
| 391665 | 2007 YA26              | 18 de desembre de 2007 | Mount Lemmon         | Mt. Lemmon Survey |
| 391666 | 2007 YD26              | 18 de desembre de 2007 | Mount Lemmon         | Mt. Lemmon Survey |
| 391667 | 2007 YD28              | 18 de desembre de 2007 | Kitt Peak            | Spacewatch        |
| 391668 | 2007 YD33              | 18 de novembre de 2007 | Kitt Peak            | Spacewatch        |
| 391669 | 2007 YO50              | 7 de novembre de 2007  | Mount Lemmon         | Mt. Lemmon Survey |
| 391670 | 2007 YH53              | 30 de desembre de 2007 | Kitt Peak            | Spacewatch        |
| 391671 | 2007 YJ61              | 31 de desembre de 2007 | Catalina             | CSS               |
| 391672 | 2008 AF5               | 14 de desembre de 2007 | Mount Lemmon         | Mt. Lemmon Survey |
| 391673 | 2008 AC11              | 10 de gener de 2008    | Mount Lemmon         | Mt. Lemmon Survey |
| 391674 | 2008 AP11              | 8 de novembre de 2007  | Mount Lemmon         | Mt. Lemmon Survey |
| 391675 | 2008 AZ14              | 10 de gener de 2008    | Kitt Peak            | Spacewatch        |
| 391676 | 2008 AV17              | 10 de gener de 2008    | Kitt Peak            | Spacewatch        |
| 391677 | 2008 AT21              | 14 de gener de 2002    | Socorro              | LINEAR            |
| 391678 | 2008 AF26              | 10 de gener de 2008    | Mount Lemmon         | Mt. Lemmon Survey |
| 391679 | 2008 AF28              | 10 de gener de 2008    | Mount Lemmon         | Mt. Lemmon Survey |
| 391680 | 2008 AK32              | 4 de novembre de 2007  | Mount Lemmon         | Mt. Lemmon Survey |
| 391681 | 2008 AK41              | 10 de gener de 2008    | Mount Lemmon         | Mt. Lemmon Survey |
| 391682 | 2008 AC43              | 11 de novembre de 2007 | Mount Lemmon         | Mt. Lemmon Survey |
| 391683 | 2008 AC60              | 11 de gener de 2008    | Kitt Peak            | Spacewatch        |
| 391684 | 2008 AF62              | 11 de gener de 2008    | Kitt Peak            | Spacewatch        |
| 391685 | 2008 AG64              | 11 de gener de 2008    | Mount Lemmon         | Mt. Lemmon Survey |
| 391686 | 2008 AX67              | 11 de gener de 2008    | Kitt Peak            | Spacewatch        |
| 391687 | 2008 AH89              | 13 de gener de 2008    | Kitt Peak            | Spacewatch        |
| 391688 | 2008 AJ90              | 13 de gener de 2008    | Kitt Peak            | Spacewatch        |
| 391689 | 2008 AF94              | 30 de desembre de 2007 | Kitt Peak            | Spacewatch        |
| 391690 | 2008 AJ94              | 14 de gener de 2008    | Kitt Peak            | Spacewatch        |
| 391691 | 2008 AJ103             | 11 de novembre de 2007 | Mount Lemmon         | Mt. Lemmon Survey |
| 391692 | 2008 AQ104             | 20 de desembre de 2007 | Kitt Peak            | Spacewatch        |
| 391693 | 2008 AA123             | 14 de desembre de 2007 | Mount Lemmon         | Mt. Lemmon Survey |
| 391694 | 2008 AD127             | 1 de gener de 2008     | Kitt Peak            | Spacewatch        |
| 391695 | 2008 AG127             | 1 de gener de 2008     | Kitt Peak            | Spacewatch        |
| 391696 | 2008 AF129             | 14 de gener de 2008    | Kitt Peak            | Spacewatch        |
| 391697 | 2008 AD135             | 11 de gener de 2008    | Catalina             | CSS               |
| 391698 | 2008 AA136             | 11 de gener de 2008    | Kitt Peak            | Spacewatch        |
| 391699 | 2008 AG137             | 15 de gener de 2008    | Socorro              | LINEAR            |
| 391700 | 2008 BU11              | 18 de gener de 2008    | Mount Lemmon         | Mt. Lemmon Survey |

## 391701–391800
| Nom               | Designació provisional | Data de descobriment   | Lloc de descobriment | Descobridor/s                     |
| ----------------- | ---------------------- | ---------------------- | -------------------- | --------------------------------- |
| 391701            | 2008 BR15              | 28 de gener de 2008    | Lulin                | LUSS                              |
| 391702            | 2008 BW16              | 14 de desembre de 2007 | Mount Lemmon         | Mt. Lemmon Survey                 |
| 391703            | 2008 BT40              | 12 de gener de 2008    | Kitt Peak            | Spacewatch                        |
| 391704            | 2008 BB44              | 26 d'octubre de 2007   | Mount Lemmon         | Mt. Lemmon Survey                 |
| 391705            | 2008 BS48              | 20 de gener de 2008    | Kitt Peak            | Spacewatch                        |
| 391706            | 2008 CF2               | 1 de febrer de 2008    | Catalina             | CSS                               |
| 391707            | 2008 CH7               | 2 de febrer de 2008    | Kitt Peak            | Spacewatch                        |
| 391708            | 2008 CJ10              | 2 de febrer de 2008    | Kitt Peak            | Spacewatch                        |
| 391709            | 2008 CK11              | 3 de febrer de 2008    | Kitt Peak            | Spacewatch                        |
| 391710            | 2008 CM14              | 3 de febrer de 2008    | Kitt Peak            | Spacewatch                        |
| 391711            | 2008 CK15              | 3 de febrer de 2008    | Kitt Peak            | Spacewatch                        |
| 391712            | 2008 CD19              | 3 de febrer de 2008    | Kitt Peak            | Spacewatch                        |
| 391713            | 2008 CB39              | 10 de gener de 2008    | Mount Lemmon         | Mt. Lemmon Survey                 |
| 391714            | 2008 CK43              | 2 de febrer de 2008    | Kitt Peak            | Spacewatch                        |
| 391715            | 2008 CA50              | 6 de febrer de 2008    | Catalina             | CSS                               |
| 391716            | 2008 CM50              | 6 de febrer de 2008    | Catalina             | CSS                               |
| 391717            | 2008 CV50              | 6 de febrer de 2008    | Catalina             | CSS                               |
| 391718            | 2008 CB52              | 7 de novembre de 2007  | Mount Lemmon         | Mt. Lemmon Survey                 |
| 391719            | 2008 CN68              | 6 de febrer de 2008    | Socorro              | LINEAR                            |
| 391720            | 2008 CD73              | 6 de febrer de 2008    | Catalina             | CSS                               |
| 391721            | 2008 CX74              | 11 de gener de 2008    | Mount Lemmon         | Mt. Lemmon Survey                 |
| 391722            | 2008 CW82              | 7 de febrer de 2008    | Kitt Peak            | Spacewatch                        |
| 391723            | 2008 CU85              | 7 de febrer de 2008    | Mount Lemmon         | Mt. Lemmon Survey                 |
| 391724            | 2008 CV107             | 23 de març de 2003     | Kitt Peak            | Spacewatch                        |
| 391725            | 2008 CB114             | 10 de febrer de 2008   | Kitt Peak            | Spacewatch                        |
| 391726            | 2008 CE130             | 11 de setembre de 2005 | Kitt Peak            | Spacewatch                        |
| 391727            | 2008 CH131             | 8 de febrer de 2008    | Kitt Peak            | Spacewatch                        |
| 391728            | 2008 CZ144             | 9 de febrer de 2008    | Kitt Peak            | Spacewatch                        |
| 391729            | 2008 CP145             | 9 de febrer de 2008    | Kitt Peak            | Spacewatch                        |
| 391730            | 2008 CV146             | 9 de febrer de 2008    | Kitt Peak            | Spacewatch                        |
| 391731            | 2008 CX146             | 9 de febrer de 2008    | Kitt Peak            | Spacewatch                        |
| 391732            | 2008 CT167             | 11 de febrer de 2008   | Mount Lemmon         | Mt. Lemmon Survey                 |
| 391733            | 2008 CU174             | 13 de febrer de 2008   | Mount Lemmon         | Mt. Lemmon Survey                 |
| 391734            | 2008 CT189             | 13 de febrer de 2008   | Catalina             | CSS                               |
| 391735            | 2008 CD192             | 2 de febrer de 2008    | Mount Lemmon         | Mt. Lemmon Survey                 |
| 391736            | 2008 CZ192             | 8 de febrer de 2008    | Kitt Peak            | Spacewatch                        |
| 391737            | 2008 CO196             | 7 de febrer de 2008    | Kitt Peak            | Spacewatch                        |
| 391738            | 2008 CL199             | 13 de febrer de 2008   | Mount Lemmon         | Mt. Lemmon Survey                 |
| 391739            | 2008 CD200             | 9 de febrer de 2008    | Mount Lemmon         | Mt. Lemmon Survey                 |
| 391740            | 2008 CP201             | 2 de febrer de 2008    | Kitt Peak            | Spacewatch                        |
| 391741            | 2008 CS202             | 8 de febrer de 2008    | Kitt Peak            | Spacewatch                        |
| 391742            | 2008 CN203             | 11 de febrer de 2008   | Mount Lemmon         | Mt. Lemmon Survey                 |
| 391743            | 2008 DX5               | 31 de desembre de 2007 | Kitt Peak            | Spacewatch                        |
| 391744            | 2008 DC9               | 25 de febrer de 2008   | Kitt Peak            | Spacewatch                        |
| 391745            | 2008 DK11              | 26 de febrer de 2008   | Kitt Peak            | Spacewatch                        |
| 391746            | 2008 DH12              | 26 de febrer de 2008   | Kitt Peak            | Spacewatch                        |
| 391747            | 2008 DC24              | 31 de desembre de 2007 | Mount Lemmon         | Mt. Lemmon Survey                 |
| 391748            | 2008 DK28              | 25 de febrer de 2008   | Mount Lemmon         | Mt. Lemmon Survey                 |
| 391749            | 2008 DZ42              | 28 de febrer de 2008   | Kitt Peak            | Spacewatch                        |
| 391750            | 2008 DX54              | 29 de febrer de 2008   | Catalina             | CSS                               |
| 391751            | 2008 DY62              | 13 de febrer de 2008   | Kitt Peak            | Spacewatch                        |
| 391752            | 2008 DK68              | 6 de febrer de 2008    | Catalina             | CSS                               |
| 391753            | 2008 DX88              | 28 de febrer de 2008   | Mount Lemmon         | Mt. Lemmon Survey                 |
| 391754            | 2008 EU4               | 13 de febrer de 2008   | Mount Lemmon         | Mt. Lemmon Survey                 |
| 391755            | 2008 EA35              | 13 de febrer de 2008   | Mount Lemmon         | Mt. Lemmon Survey                 |
| 391756            | 2008 EO36              | 3 de març de 2008      | Kitt Peak            | Spacewatch                        |
| 391757            | 2008 ES49              | 6 de març de 2008      | Kitt Peak            | Spacewatch                        |
| 391758            | 2008 EP55              | 7 de març de 2008      | Kitt Peak            | Spacewatch                        |
| 391759            | 2008 EB61              | 9 de març de 2008      | Charleston           | Astronomical Research Observatory |
| 391760            | 2008 ED72              | 6 de març de 2008      | Mount Lemmon         | Mt. Lemmon Survey                 |
| 391761            | 2008 EK107             | 6 de març de 2008      | Mount Lemmon         | Mt. Lemmon Survey                 |
| 391762            | 2008 EJ128             | 11 de març de 2008     | Kitt Peak            | Spacewatch                        |
| 391763            | 2008 EY129             | 3 d'agost de 2004      | Siding Spring        | Siding Spring Survey              |
| 391764            | 2008 EO168             | 11 de març de 2008     | Kitt Peak            | Spacewatch                        |
| 391765            | 2008 EY169             | 8 de febrer de 2008    | Mount Lemmon         | Mt. Lemmon Survey                 |
| 391766            | 2008 FA                | 19 de març de 2008     | Wrightwood           | Young, J. W.                      |
| 391767            | 2008 FW9               | 26 de març de 2008     | Kitt Peak            | Spacewatch                        |
| 391768            | 2008 FP39              | 28 de març de 2008     | Kitt Peak            | Spacewatch                        |
| 391769            | 2008 FJ54              | 10 d'octubre de 1999   | Kitt Peak            | Spacewatch                        |
| 391770            | 2008 FK133             | 26 de març de 2008     | Mount Lemmon         | Mt. Lemmon Survey                 |
| 391771            | 2008 GE112             | 1 d'abril de 2008      | Catalina             | CSS                               |
| 391772            | 2008 GH140             | 6 d'abril de 2008      | Kitt Peak            | Spacewatch                        |
| 391773            | 2008 HW33              | 26 d'abril de 2008     | Kitt Peak            | Spacewatch                        |
| 391774            | 2008 KQ35              | 27 de maig de 2008     | Kitt Peak            | Spacewatch                        |
| 391775            | 2008 LO13              | 6 d'abril de 2008      | Mount Lemmon         | Mt. Lemmon Survey                 |
| 391776            | 2008 ON7               | 29 de juliol de 2008   | Mount Lemmon         | Mt. Lemmon Survey                 |
| 391777            | 2008 PO                | 1 d'agost de 2008      | Dauban               | Kugel, F.                         |
| 391778            | 2008 PF7               | 6 d'agost de 2008      | Hibiscus             | Hönig, S. F., Teamo, N.           |
| 391779            | 2008 PM7               | 5 d'agost de 2008      | La Sagra             | OAM                               |
| 391780            | 2008 PU13              | 10 d'agost de 2008     | Dauban               | Kugel, F.                         |
| 391781            | 2008 PH16              | 6 d'agost de 2008      | La Sagra             | OAM                               |
| 391782            | 2008 PJ22              | 1 d'agost de 2008      | Socorro              | LINEAR                            |
| 391783            | 2008 QY5               | 26 d'agost de 2008     | La Sagra             | OAM                               |
| 391784            | 2008 QZ17              | 28 d'agost de 2008     | Dauban               | Kugel, F.                         |
| 391785            | 2008 QQ18              | 28 de juliol de 2008   | Mount Lemmon         | Mt. Lemmon Survey                 |
| 391786            | 2008 QF45              | 26 d'agost de 2008     | Socorro              | LINEAR                            |
| 391787            | 2008 QQ46              | 26 d'agost de 2008     | Socorro              | LINEAR                            |
| 391788            | 2008 RA1               | 2 de desembre de 2004  | Kitt Peak            | Spacewatch                        |
| 391789            | 2008 RR26              | 8 de setembre de 2008  | Siding Spring        | Siding Spring Survey              |
| 391790            | 2008 RU43              | 2 de setembre de 2008  | Kitt Peak            | Spacewatch                        |
| 391791            | 2008 RC64              | 4 de setembre de 2008  | Kitt Peak            | Spacewatch                        |
| 391792            | 2008 RE70              | 5 de setembre de 2008  | Kitt Peak            | Spacewatch                        |
| 391793            | 2008 RR73              | 6 de setembre de 2008  | Catalina             | CSS                               |
| 391794            | 2008 RV73              | 6 de setembre de 2008  | Catalina             | CSS                               |
| 391795 Univofutah | 2008 RV77              | 8 de setembre de 2008  | Tooele 89836         | Wiggins, P.                       |
| 391796            | 2008 RH78              | 10 de setembre de 2008 | Wrightwood           | Young, J. W.                      |
| 391797            | 2008 RM88              | 5 de setembre de 2008  | Kitt Peak            | Spacewatch                        |
| 391798            | 2008 RG90              | 5 de setembre de 2008  | Kitt Peak            | Spacewatch                        |
| 391799            | 2008 RL102             | 3 de setembre de 2008  | Kitt Peak            | Spacewatch                        |
| 391800            | 2008 RC106             | 6 de setembre de 2008  | Mount Lemmon         | Mt. Lemmon Survey                 |

## 391801–391900
| Nom    | Designació provisional | Data de descobriment   | Lloc de descobriment | Descobridor/s     |
| ------ | ---------------------- | ---------------------- | -------------------- | ----------------- |
| 391801 | 2008 RD107             | 7 de setembre de 2008  | Catalina             | CSS               |
| 391802 | 2008 RZ113             | 6 de setembre de 2008  | Kitt Peak            | Spacewatch        |
| 391803 | 2008 RF115             | 6 de setembre de 2008  | Mount Lemmon         | Mt. Lemmon Survey |
| 391804 | 2008 RM126             | 3 de setembre de 2008  | Kitt Peak            | Spacewatch        |
| 391805 | 2008 RM128             | 7 de setembre de 2008  | Mount Lemmon         | Mt. Lemmon Survey |
| 391806 | 2008 RS128             | 2 de setembre de 2008  | Kitt Peak            | Spacewatch        |
| 391807 | 2008 RP135             | 3 de setembre de 2008  | Kitt Peak            | Spacewatch        |
| 391808 | 2008 RF136             | 4 de setembre de 2008  | Socorro              | LINEAR            |
| 391809 | 2008 RK136             | 4 de setembre de 2008  | Kitt Peak            | Spacewatch        |
| 391810 | 2008 RX136             | 4 de setembre de 2008  | Kitt Peak            | Spacewatch        |
| 391811 | 2008 RL137             | 5 de setembre de 2008  | Kitt Peak            | Spacewatch        |
| 391812 | 2008 RR138             | 6 de setembre de 2008  | Mount Lemmon         | Mt. Lemmon Survey |
| 391813 | 2008 RC147             | 7 de setembre de 2008  | Catalina             | CSS               |
| 391814 | 2008 SB4               | 22 de setembre de 2008 | Socorro              | LINEAR            |
| 391815 | 2008 SL7               | 22 de setembre de 2008 | Goodricke-Pigott     | Tucker, R. A.     |
| 391816 | 2008 SZ16              | 19 de setembre de 2008 | Kitt Peak            | Spacewatch        |
| 391817 | 2008 SK28              | 19 de setembre de 2008 | Kitt Peak            | Spacewatch        |
| 391818 | 2008 SZ29              | 19 de setembre de 2008 | Kitt Peak            | Spacewatch        |
| 391819 | 2008 SS30              | 20 de setembre de 2008 | Kitt Peak            | Spacewatch        |
| 391820 | 2008 SY30              | 9 de setembre de 2008  | Kitt Peak            | Spacewatch        |
| 391821 | 2008 SV39              | 20 de setembre de 2008 | Kitt Peak            | Spacewatch        |
| 391822 | 2008 SD49              | 2 de setembre de 2008  | Kitt Peak            | Spacewatch        |
| 391823 | 2008 SC60              | 9 de setembre de 2008  | Kitt Peak            | Spacewatch        |
| 391824 | 2008 SP88              | 20 de setembre de 2008 | Kitt Peak            | Spacewatch        |
| 391825 | 2008 SO91              | 21 de setembre de 2008 | Kitt Peak            | Spacewatch        |
| 391826 | 2008 SP94              | 6 de setembre de 2008  | Kitt Peak            | Spacewatch        |
| 391827 | 2008 SD114             | 22 de setembre de 2008 | Kitt Peak            | Spacewatch        |
| 391828 | 2008 SQ116             | 22 de setembre de 2008 | Mount Lemmon         | Mt. Lemmon Survey |
| 391829 | 2008 ST116             | 22 de setembre de 2008 | Mount Lemmon         | Mt. Lemmon Survey |
| 391830 | 2008 SB118             | 22 de setembre de 2008 | Mount Lemmon         | Mt. Lemmon Survey |
| 391831 | 2008 SH130             | 22 de setembre de 2008 | Kitt Peak            | Spacewatch        |
| 391832 | 2008 SE148             | 27 de setembre de 2008 | Goodricke-Pigott     | Tucker, R. A.     |
| 391833 | 2008 SS148             | 6 de setembre de 2008  | Catalina             | CSS               |
| 391834 | 2008 SW148             | 27 de setembre de 2008 | Andrushivka          | Andrushivka       |
| 391835 | 2008 SO153             | 3 de setembre de 2008  | Kitt Peak            | Spacewatch        |
| 391836 | 2008 SH162             | 10 de setembre de 2008 | Kitt Peak            | Spacewatch        |
| 391837 | 2008 SG170             | 21 de setembre de 2008 | Mount Lemmon         | Mt. Lemmon Survey |
| 391838 | 2008 SE179             | 24 de setembre de 2008 | Kitt Peak            | Spacewatch        |
| 391839 | 2008 SO179             | 14 de novembre de 1995 | Kitt Peak            | Spacewatch        |
| 391840 | 2008 SK197             | 25 de setembre de 2008 | Kitt Peak            | Spacewatch        |
| 391841 | 2008 SS208             | 27 de setembre de 2008 | Mount Lemmon         | Mt. Lemmon Survey |
| 391842 | 2008 SK232             | 12 de març de 2007     | Kitt Peak            | Spacewatch        |
| 391843 | 2008 SN235             | 5 de setembre de 2008  | Kitt Peak            | Spacewatch        |
| 391844 | 2008 SU254             | 23 de setembre de 2008 | Kitt Peak            | Spacewatch        |
| 391845 | 2008 SM257             | 22 de setembre de 2008 | Kitt Peak            | Spacewatch        |
| 391846 | 2008 SK261             | 23 de setembre de 2008 | Kitt Peak            | Spacewatch        |
| 391847 | 2008 SS278             | 24 de setembre de 2008 | Kitt Peak            | Spacewatch        |
| 391848 | 2008 SD283             | 21 de setembre de 2008 | Mount Lemmon         | Mt. Lemmon Survey |
| 391849 | 2008 SH285             | 19 de setembre de 2008 | Kitt Peak            | Spacewatch        |
| 391850 | 2008 SL286             | 22 de setembre de 2008 | Mount Lemmon         | Mt. Lemmon Survey |
| 391851 | 2008 SQ290             | 23 de setembre de 2008 | Mount Lemmon         | Mt. Lemmon Survey |
| 391852 | 2008 SB294             | 20 de setembre de 2008 | Catalina             | CSS               |
| 391853 | 2008 SN298             | 21 de setembre de 2008 | Kitt Peak            | Spacewatch        |
| 391854 | 2008 SU299             | 22 de setembre de 2008 | Kitt Peak            | Spacewatch        |
| 391855 | 2008 SG300             | 22 de setembre de 2008 | Catalina             | CSS               |
| 391856 | 2008 SO305             | 27 de setembre de 2008 | Mount Lemmon         | Mt. Lemmon Survey |
| 391857 | 2008 TC14              | 1 d'octubre de 2008    | Mount Lemmon         | Mt. Lemmon Survey |
| 391858 | 2008 TD20              | 22 de setembre de 2008 | Mount Lemmon         | Mt. Lemmon Survey |
| 391859 | 2008 TP24              | 2 d'octubre de 2008    | Catalina             | CSS               |
| 391860 | 2008 TP25              | 2 d'octubre de 2008    | Mount Lemmon         | Mt. Lemmon Survey |
| 391861 | 2008 TZ27              | 6 d'octubre de 2004    | Kitt Peak            | Spacewatch        |
| 391862 | 2008 TE31              | 1 d'octubre de 2008    | Kitt Peak            | Spacewatch        |
| 391863 | 2008 TA42              | 1 d'octubre de 2008    | Mount Lemmon         | Mt. Lemmon Survey |
| 391864 | 2008 TF55              | 2 d'octubre de 2008    | Kitt Peak            | Spacewatch        |
| 391865 | 2008 TK58              | 2 d'octubre de 2008    | Kitt Peak            | Spacewatch        |
| 391866 | 2008 TV65              | 2 d'octubre de 2008    | Catalina             | CSS               |
| 391867 | 2008 TE69              | 2 d'octubre de 2008    | Kitt Peak            | Spacewatch        |
| 391868 | 2008 TH73              | 2 d'octubre de 2008    | Kitt Peak            | Spacewatch        |
| 391869 | 2008 TN89              | 3 d'octubre de 2008    | Kitt Peak            | Spacewatch        |
| 391870 | 2008 TO92              | 4 d'octubre de 2008    | La Sagra             | OAM               |
| 391871 | 2008 TG109             | 22 de setembre de 2008 | Kitt Peak            | Spacewatch        |
| 391872 | 2008 TN110             | 6 d'octubre de 2008    | Catalina             | CSS               |
| 391873 | 2008 TW110             | 23 de setembre de 2008 | Kitt Peak            | Spacewatch        |
| 391874 | 2008 TT111             | 6 d'octubre de 2008    | Catalina             | CSS               |
| 391875 | 2008 TE112             | 6 d'octubre de 2008    | Catalina             | CSS               |
| 391876 | 2008 TE118             | 6 d'octubre de 2008    | Kitt Peak            | Spacewatch        |
| 391877 | 2008 TV125             | 8 d'octubre de 2008    | Mount Lemmon         | Mt. Lemmon Survey |
| 391878 | 2008 TS130             | 23 de setembre de 2008 | Kitt Peak            | Spacewatch        |
| 391879 | 2008 TT139             | 8 d'octubre de 2008    | Mount Lemmon         | Mt. Lemmon Survey |
| 391880 | 2008 TT141             | 9 d'octubre de 2008    | Mount Lemmon         | Mt. Lemmon Survey |
| 391881 | 2008 TW177             | 9 d'octubre de 2008    | Catalina             | CSS               |
| 391882 | 2008 TT180             | 4 d'octubre de 2008    | La Sagra             | OAM               |
| 391883 | 2008 UW2               | 22 d'octubre de 2008   | Socorro              | LINEAR            |
| 391884 | 2008 UC27              | 25 de setembre de 2008 | Kitt Peak            | Spacewatch        |
| 391885 | 2008 UL29              | 2 de maig de 2006      | Mount Lemmon         | Mt. Lemmon Survey |
| 391886 | 2008 UH30              | 20 d'octubre de 2008   | Kitt Peak            | Spacewatch        |
| 391887 | 2008 UH38              | 20 d'octubre de 2008   | Kitt Peak            | Spacewatch        |
| 391888 | 2008 UD51              | 20 d'octubre de 2008   | Kitt Peak            | Spacewatch        |
| 391889 | 2008 UY53              | 20 d'octubre de 2008   | Kitt Peak            | Spacewatch        |
| 391890 | 2008 UZ54              | 20 d'octubre de 2008   | Lulin                | LUSS              |
| 391891 | 2008 UA59              | 21 d'octubre de 2008   | Kitt Peak            | Spacewatch        |
| 391892 | 2008 UQ69              | 23 de setembre de 2008 | Mount Lemmon         | Mt. Lemmon Survey |
| 391893 | 2008 UX76              | 3 d'octubre de 2008    | Mount Lemmon         | Mt. Lemmon Survey |
| 391894 | 2008 UE78              | 21 d'octubre de 2008   | Kitt Peak            | Spacewatch        |
| 391895 | 2008 UX80              | 22 de setembre de 2008 | Kitt Peak            | Spacewatch        |
| 391896 | 2008 UA91              | 24 d'octubre de 2008   | Socorro              | LINEAR            |
| 391897 | 2008 UK92              | 23 d'octubre de 2008   | Socorro              | LINEAR            |
| 391898 | 2008 UM94              | 26 d'octubre de 2008   | Socorro              | LINEAR            |
| 391899 | 2008 UC97              | 25 d'octubre de 2008   | Socorro              | LINEAR            |
| 391900 | 2008 UC112             | 22 d'octubre de 2008   | Kitt Peak            | Spacewatch        |

## 391901–392000
| Nom    | Designació provisional | Data de descobriment   | Lloc de descobriment | Descobridor/s          |
| ------ | ---------------------- | ---------------------- | -------------------- | ---------------------- |
| 391901 | 2008 UC113             | 22 d'octubre de 2008   | Kitt Peak            | Spacewatch             |
| 391902 | 2008 UT115             | 22 d'octubre de 2008   | Kitt Peak            | Spacewatch             |
| 391903 | 2008 UF116             | 22 d'octubre de 2008   | Kitt Peak            | Spacewatch             |
| 391904 | 2008 UV126             | 22 d'octubre de 2008   | Mount Lemmon         | Mt. Lemmon Survey      |
| 391905 | 2008 UJ127             | 22 d'octubre de 2008   | Kitt Peak            | Spacewatch             |
| 391906 | 2008 UX127             | 22 d'octubre de 2008   | Kitt Peak            | Spacewatch             |
| 391907 | 2008 UU146             | 23 d'octubre de 2008   | Kitt Peak            | Spacewatch             |
| 391908 | 2008 UF154             | 9 de setembre de 2008  | Mount Lemmon         | Mt. Lemmon Survey      |
| 391909 | 2008 UY163             | 10 d'octubre de 2008   | Mount Lemmon         | Mt. Lemmon Survey      |
| 391910 | 2008 UK175             | 24 d'octubre de 2008   | Mount Lemmon         | Mt. Lemmon Survey      |
| 391911 | 2008 UT182             | 26 de desembre de 2005 | Kitt Peak            | Spacewatch             |
| 391912 | 2008 UL184             | 9 de setembre de 2008  | Mount Lemmon         | Mt. Lemmon Survey      |
| 391913 | 2008 UW188             | 15 de març de 2007     | Kitt Peak            | Spacewatch             |
| 391914 | 2008 UP196             | 27 d'octubre de 2008   | Kitt Peak            | Spacewatch             |
| 391915 | 2008 UW203             | 28 d'octubre de 2008   | Socorro              | LINEAR                 |
| 391916 | 2008 UJ204             | 28 d'octubre de 2008   | Socorro              | LINEAR                 |
| 391917 | 2008 UD209             | 23 d'octubre de 2008   | Kitt Peak            | Spacewatch             |
| 391918 | 2008 UR210             | 23 d'octubre de 2008   | Kitt Peak            | Spacewatch             |
| 391919 | 2008 UD228             | 25 d'octubre de 2008   | Kitt Peak            | Spacewatch             |
| 391920 | 2008 UR243             | 26 d'octubre de 2008   | Kitt Peak            | Spacewatch             |
| 391921 | 2008 UZ258             | 20 d'octubre de 2008   | Kitt Peak            | Spacewatch             |
| 391922 | 2008 UF267             | 28 d'octubre de 2008   | Kitt Peak            | Spacewatch             |
| 391923 | 2008 UC282             | 28 d'octubre de 2008   | Kitt Peak            | Spacewatch             |
| 391924 | 2008 UR284             | 25 de setembre de 2008 | Kitt Peak            | Spacewatch             |
| 391925 | 2008 UU291             | 29 d'octubre de 2008   | Kitt Peak            | Spacewatch             |
| 391926 | 2008 UV292             | 22 de novembre de 2005 | Kitt Peak            | Spacewatch             |
| 391927 | 2008 UH296             | 29 d'octubre de 2008   | Kitt Peak            | Spacewatch             |
| 391928 | 2008 UV302             | 21 d'octubre de 2008   | Kitt Peak            | Spacewatch             |
| 391929 | 2008 UR303             | 29 d'octubre de 2008   | Kitt Peak            | Spacewatch             |
| 391930 | 2008 UG304             | 29 d'octubre de 2008   | Kitt Peak            | Spacewatch             |
| 391931 | 2008 UL330             | 31 d'octubre de 2008   | Kitt Peak            | Spacewatch             |
| 391932 | 2008 UW338             | 22 d'octubre de 2008   | Kitt Peak            | Spacewatch             |
| 391933 | 2008 UE345             | 31 d'octubre de 2008   | Kitt Peak            | Spacewatch             |
| 391934 | 2008 UT350             | 7 de setembre de 2008  | Mount Lemmon         | Mt. Lemmon Survey      |
| 391935 | 2008 UV351             | 24 d'octubre de 2008   | Mount Lemmon         | Mt. Lemmon Survey      |
| 391936 | 2008 UQ354             | 27 d'octubre de 2008   | Mount Lemmon         | Mt. Lemmon Survey      |
| 391937 | 2008 UE358             | 25 d'octubre de 2008   | Kitt Peak            | Spacewatch             |
| 391938 | 2008 UY366             | 24 d'octubre de 2008   | Socorro              | LINEAR                 |
| 391939 | 2008 VD1               | 1 de novembre de 2008  | Socorro              | LINEAR                 |
| 391940 | 2008 VR32              | 2 de novembre de 2008  | Mount Lemmon         | Mt. Lemmon Survey      |
| 391941 | 2008 VD34              | 27 de setembre de 2008 | Mount Lemmon         | Mt. Lemmon Survey      |
| 391942 | 2008 VU39              | 2 de novembre de 2008  | Kitt Peak            | Spacewatch             |
| 391943 | 2008 VT47              | 3 de novembre de 2008  | Mount Lemmon         | Mt. Lemmon Survey      |
| 391944 | 2008 VZ50              | 4 de novembre de 2008  | Kitt Peak            | Spacewatch             |
| 391945 | 2008 VV59              | 7 de novembre de 2008  | Catalina             | CSS                    |
| 391946 | 2008 VG71              | 2 de novembre de 2008  | Socorro              | LINEAR                 |
| 391947 | 2008 VQ72              | 8 de novembre de 2008  | Mount Lemmon         | Mt. Lemmon Survey      |
| 391948 | 2008 VA76              | 1 de novembre de 2008  | Mount Lemmon         | Mt. Lemmon Survey      |
| 391949 | 2008 VF78              | 7 de novembre de 2008  | Mount Lemmon         | Mt. Lemmon Survey      |
| 391950 | 2008 WE3               | 17 de novembre de 2008 | Kitt Peak            | Spacewatch             |
| 391951 | 2008 WK10              | 18 de novembre de 2008 | La Sagra             | OAM                    |
| 391952 | 2008 WP14              | 17 de novembre de 2008 | Kitt Peak            | Spacewatch             |
| 391953 | 2008 WD18              | 17 de novembre de 2008 | Kitt Peak            | Spacewatch             |
| 391954 | 2008 WC19              | 17 de novembre de 2008 | Kitt Peak            | Spacewatch             |
| 391955 | 2008 WV32              | 20 de novembre de 2008 | Mount Lemmon         | Mt. Lemmon Survey      |
| 391956 | 2008 WS38              | 17 de novembre de 2008 | Kitt Peak            | Spacewatch             |
| 391957 | 2008 WA46              | 3 de novembre de 2008  | Kitt Peak            | Spacewatch             |
| 391958 | 2008 WR50              | 18 de novembre de 2008 | Kitt Peak            | Spacewatch             |
| 391959 | 2008 WQ73              | 19 de novembre de 2008 | Mount Lemmon         | Mt. Lemmon Survey      |
| 391960 | 2008 WO80              | 20 de novembre de 2008 | Kitt Peak            | Spacewatch             |
| 391961 | 2008 WZ97              | 19 de novembre de 2008 | Catalina             | CSS                    |
| 391962 | 2008 WA99              | 24 de novembre de 2008 | Mount Lemmon         | Mt. Lemmon Survey      |
| 391963 | 2008 WE101             | 26 de novembre de 2008 | La Sagra             | OAM                    |
| 391964 | 2008 WL110             | 30 de novembre de 2008 | Kitt Peak            | Spacewatch             |
| 391965 | 2008 WN111             | 31 d'octubre de 2008   | Kitt Peak            | Spacewatch             |
| 391966 | 2008 WD124             | 17 de novembre de 2008 | Kitt Peak            | Spacewatch             |
| 391967 | 2008 WX125             | 23 de novembre de 2008 | Mount Lemmon         | Mt. Lemmon Survey      |
| 391968 | 2008 WK130             | 22 de novembre de 2008 | Kitt Peak            | Spacewatch             |
| 391969 | 2008 WK132             | 2 de febrer de 2006    | Kitt Peak            | Spacewatch             |
| 391970 | 2008 WN134             | 22 de novembre de 2008 | Kitt Peak            | Spacewatch             |
| 391971 | 2008 WT136             | 20 de novembre de 2008 | Kitt Peak            | Spacewatch             |
| 391972 | 2008 WO140             | 24 d'octubre de 2008   | Catalina             | CSS                    |
| 391973 | 2008 XX16              | 25 de maig de 2006     | Mount Lemmon         | Mt. Lemmon Survey      |
| 391974 | 2008 XR19              | 1 de desembre de 2008  | Kitt Peak            | Spacewatch             |
| 391975 | 2008 XD32              | 2 de desembre de 2008  | Kitt Peak            | Spacewatch             |
| 391976 | 2008 XE35              | 2 de desembre de 2008  | Kitt Peak            | Spacewatch             |
| 391977 | 2008 XN45              | 4 de desembre de 2008  | Kitt Peak            | Spacewatch             |
| 391978 | 2008 XJ49              | 7 de desembre de 2008  | Mount Lemmon         | Mt. Lemmon Survey      |
| 391979 | 2008 XX49              | 4 de desembre de 2008  | Mount Lemmon         | Mt. Lemmon Survey      |
| 391980 | 2008 XD50              | 14 d'abril de 2001     | Kitt Peak            | Spacewatch             |
| 391981 | 2008 XJ50              | 4 de desembre de 2008  | Catalina             | CSS                    |
| 391982 | 2008 YK                | 18 de desembre de 2008 | Calar Alto           | Hormuth, F.            |
| 391983 | 2008 YP6               | 22 de desembre de 2008 | Dauban               | Kugel, F.              |
| 391984 | 2008 YO8               | 21 de desembre de 2008 | Catalina             | CSS                    |
| 391985 | 2008 YH9               | 23 de desembre de 2008 | Dauban               | Kugel, F.              |
| 391986 | 2008 YV16              | 21 de desembre de 2008 | Mount Lemmon         | Mt. Lemmon Survey      |
| 391987 | 2008 YA24              | 21 de desembre de 2008 | Catalina             | CSS                    |
| 391988 | 2008 YF26              | 27 de desembre de 2008 | Piszkéstető          | Piszkesteto            |
| 391989 | 2008 YH26              | 19 de novembre de 2008 | Mount Lemmon         | Mt. Lemmon Survey      |
| 391990 | 2008 YG27              | 22 de desembre de 2008 | Socorro              | LINEAR                 |
| 391991 | 2008 YW33              | 28 de desembre de 2008 | Dauban               | Kugel, F.              |
| 391992 | 2008 YU35              | 22 de desembre de 2008 | Kitt Peak            | Spacewatch             |
| 391993 | 2008 YB38              | 27 de desembre de 2008 | Bergisch Gladbach    | Bickel, W.             |
| 391994 | 2008 YH49              | 29 de desembre de 2008 | Mount Lemmon         | Mt. Lemmon Survey      |
| 391995 | 2008 YS73              | 22 de desembre de 2008 | Kitt Peak            | Spacewatch             |
| 391996 | 2008 YX84              | 31 de desembre de 2008 | XuYi                 | PMO NEO Survey Program |
| 391997 | 2008 YD86              | 21 de desembre de 2008 | Kitt Peak            | Spacewatch             |
| 391998 | 2008 YW114             | 29 de desembre de 2008 | Kitt Peak            | Spacewatch             |
| 391999 | 2008 YS116             | 21 de desembre de 2008 | Kitt Peak            | Spacewatch             |
| 392000 | 2008 YJ119             | 29 de desembre de 2008 | Kitt Peak            | Spacewatch             |